# Wojna domowa w Rosji
     Tereny w rękach bolszewików, luty 1918
     Tereny w rękach bolszewików, lato 1918
     Maksymalny zasięg wojsk antybolszewickich, 1918–1919

Tereny w rękach bolszewików, luty 1918
Tereny w rękach bolszewików, lato 1918
Maksymalny zasięg wojsk antybolszewickich, 1918–1919

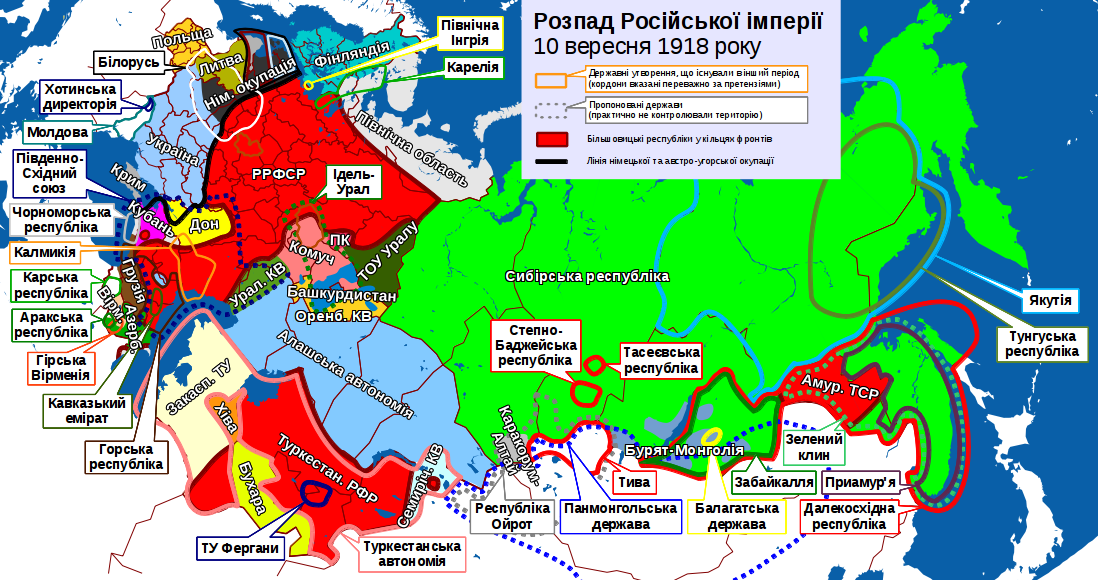
Organizmy polityczne na terenie Rosji na początku września 1918

Wojna domowa w Rosji (ros. Гражданская война в России) – wojna domowa rozpoczęta po ustanowieniu przez bolszewików w wyniku zamachu stanu (rewolucja październikowa) komunistycznej władzy państwowej w Rosji. Zwolenników władzy bolszewików określano jako czerwonych, a przeciwników jako białych. 18 stycznia 1918 bolszewicy rozpędzili wybrane w demokratycznych wyborach w listopadzie-grudniu 1917 Zgromadzenie Ustawodawcze Rosji – Konstytuantę, w którym nie posiadali większości (ok. 25% mandatów) i krwawo stłumili pokojowe demonstracje w obronie parlamentu. Oznaczało to, że pokojowe odsunięcie od władzy bolszewików nie jest możliwe, a jedynym sposobem na to pozostaje walka zbrojna. Podpisanie traktatu brzeskiego (3 marca 1918) spowodowało narastanie oporu wewnętrznego i wywołało poparcie Ententy dla ruchu białych, a po zakończeniu I wojny światowej ograniczoną zewnętrzną interwencję. Za zakończenie wojny domowej jest uważane zajęcie Krymu przez Armię Czerwoną w listopadzie 1920 roku. Na Dalekim Wschodzie walki trwały jednak do 25 października 1922 roku (zdobycie Władywostoku). W Jakucji starcia zbrojne miały miejsce jeszcze w 1923 roku, a na Półwyspie Czukockim – do połowy 1924 roku.

## Strony walczące w wojnie domowej

### Czerwoni
- Rosyjska FSRR (od 1917)
  -  Krymska ASRR
  - Górska ASRR
  -  Niemiecka Nadwołżańska ASRR (od 1918)
  -  Turkmenistańska ASRR (od 1918)
- Republika Dalekiego Wschodu (1920–1922)
- Ukraińska SRR (od 1919)
  -  Ukraińska Ludowa Republika Rad (1917–1918)
  -  Doniecko-Krzyworoska Republika Radziecka (1918)
  -  Odeska Republika Radziecka (1918)
  -  Radziecka Socjalistyczna Republika Taurydy (1918)
  -  Mołdawska ASRR
- Litbeł (1919)
  -  SRR Białorusi (od 1919)
  -  Litewska Republika Radziecka (1919–1920)
- Besarabska SRR (1919–1920)
- Dońska Republika Radziecka (1918)
- Północnokaukaska Republika Radziecka (1918)
  -  Kubańsko-Czarnomorska Republika Radziecka (1918)
    -  Kubańska Republika Radziecka (1918)
    -  Czarnomorska Republika Radziecka (1918)

  -  Terecka Republika Radziecka (1918–1919)
  -  Stawropolska Republika Radziecka (1918)
- Amurska SRR (1918)
- Łotewska SRR (1918–1920)
- Zakaukaska FSRR (od 1920)
  -  Armeńska SRR (od 1920)
  -  Azerbejdżańska SRR (od 1920)
  -  Amurska SRR (od 1921)
  -  Abchazka SRR
- Galicyjska SRR (1920)
- Estońska Komuna Ludu Pracującego (1918–1919)
- Bucharska Ludowa Republika Radziecka (od 1920)
- Chorezmijska Ludowa Republika Radziecka (od 1920)
- Polrewkom (1920)
- Mugańska Republika Radziecka[2] (1919)

Sojusznicy bolszewików:
- Rząd Wielkiego Zgromadzenia Narodowego Turcji[3] (od 1920)
- Ludowy Rząd Mongolii (od 1921)
- Radziecka Republika Naissaar (1917–1918)
- Republika Iskołata[4] (1917–1918)
- Republika Partyzancka(inne języki)[5] (1918–1920)
- Finlandzka Socjalistyczna Republika Robotnicza (1918)
- Kałużska Republika Radziecka[6] (1918)
- Kazańska Robotniczo-Chłopska Republika Radziecka[7] (1918)
- Komuna Bakumska (1918)
- Republika Gilańska (1920–1921)
- Tuwińska Republika Ludowa (od 1921)

### Biali
- Państwo Rosyjskie
  -  Siły Zbrojne Południa Rosji
  -  Armia Ochotnicza
  -  Armia Kubańska
  -  Armia Turkiestańska
  -  Samodzielna Armia Zachodnia
  -  Armia Syberyjska
  -  Ogólnorosyjski Rząd Tymczasowy
  -  Samodzielna Armia Uralska
  -  Armia Rosyjska Wrangla
- Komucz
- Chanat Buchary
- Basmactwo
- Republika Syberyjska
- Zabajkalskie Państwo Kozackie
- Orenburski Kraj Kozacki
- Chanat Chiwy (do 1920)
- Republika Dońska[8] (1918–1920)
- Kubańska Republika Ludowa (1918–1920)

### Trzecia Siła
- Eserowcy (od upadku Komucza)
- Zielone Armie
- Machnowcy
- Powstańcy kronsztadzcy

### Interwencjoniści
Ententa:
- Stany Zjednoczone
- Francja
- Wielka Brytania
  -  Kanada
  -  Australia
- Włochy
- Grecja
- Serbia
- Czechosłowacja
- Japonia
- Rumunia

Państwa centralne:
- Niemcy
  -  Państwo Ukraińskie (1918)
  -  Bałtycka Landeswehra
  -  Freikorps
  -  Zachodnia Armia Ochotnicza
- Austro-Węgry
- Imperium Osmańskie

Inni interwencjoniści:
- Chiny
- Iran
- Afganistan

### Niepodległościowcy
- Polska (od 1918)
  -  Litwa Środkowa (1920–1922)
- Litwa (od 1918)
- Łotwa (od 1918)
- Estonia (od 1918)
- Finlandia (od 1917)
- Gruzja (1918–1921)
- Ukraina (1917–1921)
  -  ZURL (1918–1919)
- Armenia (1918–1920)
- Górska Armenia (1921)
- Azerbejdżan (1918–1920)
- Zielony Klin (1917–1920)
- Białoruś (1918–1919)
- Mołdawia (1917–1918)
- Zakaukazie (1918)
- Ałasz Orda (1917–1920)
- Północny Kaukaz (1917–1920)

## Geneza

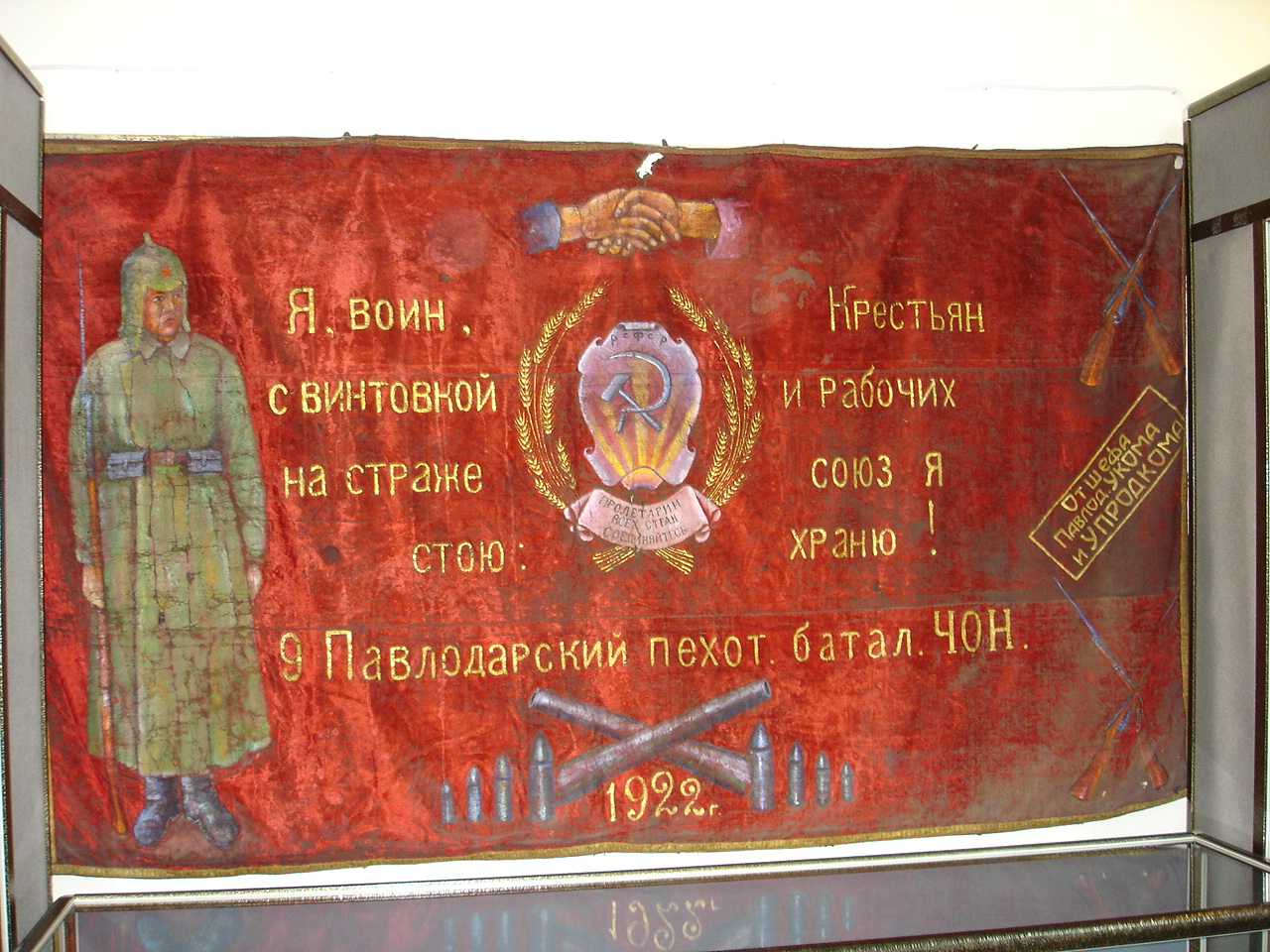
Sztandar jednego z batalionów, Pawłodar 1922

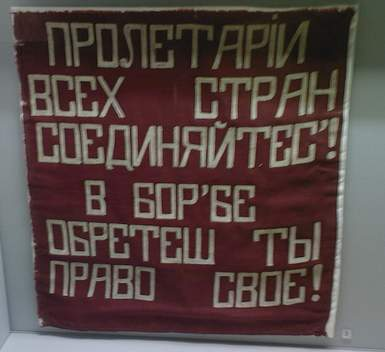
Sztandar z napisem „Proletariusze wszystkich krajów, łączcie się”

Biali sformowali szereg armii oraz skłóconych z sobą ośrodków politycznych. Część zwolenników białych była monarchistami, wielu zwolennikami demokratycznej republiki, socjalistami. Najpoważniejsze siły białych to:
- Siły generała Jewgienija Millera na dalekiej północy europejskiej części państwa. Wspierane były przez aliantów zachodnich. Zostały ostatecznie rozbite w marcu 1920 r.
- Siły admirała Aleksandra Kołczaka, który zajął większą część Uralu i Syberii;
- Północno-zachodnia Armia generała Nikołaja Judenicza, która w październiku i listopadzie 1919 zagroziła Piotrogrodowi;
- Siły Zbrojne Południa Rosji dowodzone przez generałów Ławra Korniłowa (1918), Antona Denikina (1918–1920) i Piotra Wrangla (1920), które zajęły Donbas, Charków i doszły do Tuły, ale nie dotarły do Moskwy.

Ruch białych popierały wojska interwencyjne (brytyjskie, francuskie, japońskie, amerykańskie, kanadyjskie, włoskie, rumuńskie, greckie i serbskie), przeważnie nieliczne i działające w ograniczonych rozmiarach. Więcej problemów czerwonym sprawiały liczne powstania chłopskie i kozackie (największe – powstanie tambowskie – „antonowszczyzna”), a później także robotnicze i żołnierskie (powstanie kronsztadzkie). Oprócz białych i czerwonych samodzielną pozycję próbowali zająć tzw. czarni (oddziały anarchistów – największe znaczenie miała armia Nestora Machno na Ukrainie) i małe oddziały tzw. zielonych (chłopskiej samoobrony, walczącej przeciwko bolszewickiej polityce rolnej, ale także przeciw zwrotowi ziemi obszarniczej zarządzonej przez białych).
Przewaga Armii Czerwonej wynikała z:
- jednolitego naczelnego dowództwa (de facto narkomwojenmora Trockiego) i związanej z tym możliwością koordynowania działań wojennych;
- zajmowania centralnego położenia, gdy przeciwnicy działali z peryferyjnych prowincji rosyjskich;
- dyscypliny wojskowej wymuszonej przez reprezentujących bolszewików komisarzy oraz terror Czeka;
- wspólnej ideologii i zręcznej propagandy.

Ofiary skutków rewolucji październikowej, czyli trwającej od jesieni 1917 roku aż do jesieni 1922 wojny domowej, ocenia się na około 15 mln istnień, czyli więcej niż cała I wojna światowa. Około 8–9 mln to ofiary głodu, chorób, 3–4 mln to ofiary egzekucji i pacyfikacji ludności cywilnej przez Armię Czerwoną, Czeka i Kombiedy. Około 800 tys. zabitych czerwonogwardzistów i czerwonoarmistów i około 500 tys. zabitych białogwardzistów.

## Charakterystyka wojny
Wojna domowa w Rosji wytworzyła specyficzne warunki prowadzenia działań militarnych. Miała charakter manewrowy; cechowały ją częsta zmiana sytuacji, niespodziewane kontrataki, ofensywy i zwroty zaczepne. Sporadycznie dochodziło do długotrwałych oblężeń. Linia frontu stale się zmieniała. Dywizje walczyły na gigantycznych przestrzeniach. Piechota była zmuszona do pokonywania wielkich odległości. Największą wartość w bitwach miała kawaleria, zgrupowana w wielkich masach często nagłymi atakami przesądzała o losach bitew, potrafiła szybko okrążyć przeciwnika. Znacznie zmalała rola ciężkiej artylerii, ponieważ zanim zdołano ją podciągnąć bywało już po bitwie, a linia frontu przebiegała w innym miejscu. Znaczną rolę odgrywały samochody pancerne i pociągi pancerne, zdolne do szybkich rajdów na tyłach wroga i zapewniające wsparcie artyleryjskie, także przez ciężkie działa na platformach kolejowych. Dyskusyjna jest rola czołgów w tym konflikcie. Natomiast lotnictwo miało marginalne znaczenie, spełniało przede wszystkim funkcje zwiadowcze, do walk powietrznych dochodziło rzadko. Wojska, które ścierały się w wojnie domowej w Rosji, były znacznie mniejsze od wielomilionowych armii walczących w latach 1914–1918 na zachodzie Europy, aczkolwiek bitwy były krwawe.

## Przebieg

### Lata 1917–1918

#### Przeciwnicy rządów bolszewickich i ich nadzieje

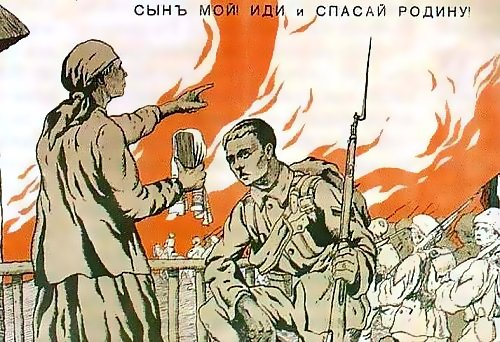
Plakat werbunkowy Armii Ochotniczej 1919. Hasło plakatu: „Synu, idź i ratuj ojczyznę”

Przewrót bolszewicki dokonany w Piotrogrodzie 7 listopada 1917 r. wydał się zarówno Rosjanom, jak i cudzoziemcom jednym z przejściowych epizodów rewolucji rosyjskiej. Nawet w szeregach bolszewickich uważano go za ryzykowny eksperyment i niewielu było takich, którzy wierzyli w jego trwałość. Przeważało zdanie, że ma się do czynienia z puczem, który się udał tylko z powodu zaskoczenia Rządu Tymczasowego i szczególnie sprzyjającej przewrotowi sytuacji polityczno-militarnej w stolicy. Ruch bolszewicki w Rosji miał bardzo małe poparcie; nawet w sowietach do października 1917 r. bolszewicy byli w mniejszości i dopiero w ostatnich tygodniach przed przewrotem zaczęli zyskiwać na sile. Ogólnie zatem sądzono, że Włodzimierz Lenin zdoła utrzymać się przy władzy nie dłużej niż przez 2 tygodnie. Poza Piotrogrodem nastrój dla rządu komunistycznego był na ogół wrogi.
Ludzie, niezadowoleni z przewrotu bolszewickiego, oczekiwali wybawienia z różnych stron. Część liczyła na Ententę, która zbyt dużo pieniędzy i siły włożyła w organizację Frontu Wschodniego, aby przyglądać się bezczynnie nieuniknionym, po przejęciu władzy przez Lenina, krokom do zawarcia przez Rosję odrębnego pokoju z państwami centralnymi. O jakimkolwiek porozumieniu między rządami państw koalicyjnych a Radą Komisarzy Ludowych nie mogło być mowy.
Inni liczyli na własne społeczeństwo, które wzbudzi w sobie dostateczne siły, aby oprzeć się terrorowi mniejszości. Większość kontrrewolucjonistów zajęła początkowo stanowisko wyczekujące, spodziewając się, że konstytuanta, do której wybory odbyły się jesienią, przywróci stan rzeczy sprzed przewrotu bolszewickiego. Było oczywiste, że bolszewicy w wyborach nie zdobędą większości. Ludzie, którzy pokładali w wyniku wyborów wielkie nadzieje, nie zdali sobie sprawy z tego, że w okresach rewolucyjnych kwestia siły decyduje o wszystkim, a ten, kto nią dysponuje, nie ugnie się przed majestatem prawa. Konstytuanta, o której marzyły całe pokolenia rewolucjonistów, została brutalnie rozpędzona przez grupkę rozzuchwalonych marynarzy. Dopiero to wydarzenie otworzyło wszystkim oczy. Nowi władcy Kremla nie mieli ochoty ustąpić miejsca znienawidzonym przez siebie eserom. Bolszewicy skierowali teraz wszystkie siły do walki z kontrrewolucją.
Akcja antybolszewicka zapowiadała się poważnie. Zaraz po przewrocie komunistycznym wielu oficerów opuściło Piotrogród i front, udając się do dalej położonych regionów państwa w celu organizacji oporu. To samo uczynili wszyscy wybitniejsi politycy z wyjątkiem tych, którzy zostali uwięzieni w stolicy. Tylko nieliczni zdecydowali się pozostać w Moskwie i Piotrogrodzie, gdzie również organizowali antybolszewickie podziemie. Działał tam między innymi założony przez kadetów Komitet Ocalenia Rosji. Wszystkie organizacje konspiracyjne działały jednak na własną rękę, nie dowierzając sobie wzajemnie.
Ci, którzy oczekiwali pomocy z zewnątrz, dzielili się na germanofilów i zwolenników Ententy. Pierwsi stanowili znikomą mniejszość. Z początku, gdy w Brześciu toczyły się rokowania pokojowe, w państwach centralnych nikt nie pokładał nadziei. Gdy jednak w lutym 1918 r. walki na froncie wschodnim znowu wybuchły, a Niemcy otwarcie wystąpili przeciwko bolszewikom, pewna liczba polityków i wojskowych rosyjskich zaczęła wierzyć w możliwość obalenia czerwonych przy pomocy wojsk niemieckich, które obawiały się, że po utrwaleniu się komunizmu w Rosji zalęgnie się on również w Rzeszy. Ogromna większość wrogów bolszewików znajdowała się jednak w łączności z Ententą. Akcją tą kierował Komitet Obrony Ojczyzny i Wolności, na którego czele stał Boris Sawinkow.

#### Wyprawa Krasnowa i Kiereńskiego na Piotrogród

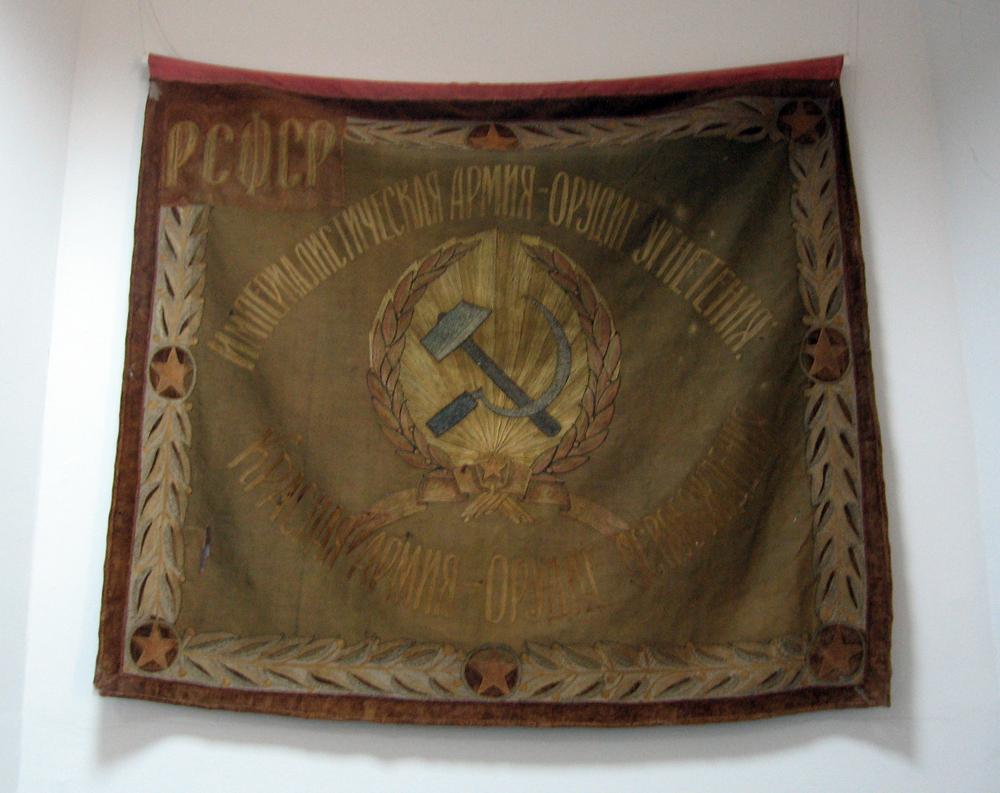
Sztandar Armii Czerwonej

Po przejęciu przez bolszewików władzy w Piotrogrodzie, zbiegły z miasta Aleksander Kiereński, wspólnie z atamanem Piotrem Krasnowem na czele kozaków, dokonali próby odzyskania władzy. Mimo początkowych sukcesów (m.in. w Gatczynie zdobyto radiostację) oddziały wierne Rządowi Tymczasowemu zostały rozbite w bitwie pod Pułkowem przez 10 000 czerwonogwardzistów. Siły, jakimi dysponowali kontrrewolucjoniści, nie były imponujące: 1000 żołnierzy, kilkanaście dział, 2 samochody pancerne i pociąg pancerny. Po tej klęsce Kiereński udał się na emigrację, a Krasnow został wzięty do niewoli, zdołał jednak uciec nad Don.

#### Sytuacja na terenach kontrolowanych przez bolszewików
Brutalne rozpędzenie Konstytuanty, w której bezwzględną większość stanowili deputowani Socjalistów-Rewolucjonistów, w dniu 18 stycznia 1918 doprowadziło do wzmożenia oporu przeciw bolszewikom, wobec faktu pozbawienia społeczeństwa Rosji możliwości demokratycznej zmiany władzy w państwie i odrzucenia przez bolszewików fasady „rządów tymczasowych”, które Tymczasowa Rada Komisarzy Ludowych miała sprawować do czasu zwołania Konstytuanty. Taktykę tę przyjęli na użytek publiczny w czasie przewrotu w listopadzie 1917.
Pierwsze próby przeciwstawiania się komunistom miały jednak miejsce znacznie wcześniej. Jedna z nich miała miejsce w Moskwie, lecz zaangażowany w nią garnizon przeszedł na stronę bolszewików. 12 listopada 1917 r. zdołano zebrać kilkuset oficerów i wychowanków szkół wojskowych, którzy opanowali Kreml moskiewski. Rozpoczęły się zacięte walki uliczne; z pomocą oficerom i kadetom przyszli studenci. Mimo to, liczba obrońców nie przekraczała 5000, a odezwy do młodzieży, aby stanęła do walki, nie odniosły skutku. Z zewnątrz posiłki nie nadchodziły. Liczebna przewaga czerwonogwardzistów i przychylnej komunistom załogi miasta zadecydowała o wyniku walk. Obrońcom Rządu Tymczasowego zabrakło naboi; dysponowali oni jedynie kilkoma działami. Bolszewicy umieścili na Wróblich Wzgórzach ciężkie działa, w celu zbombardowania Kremla, lecz nie umieli się nimi posługiwać. Wówczas poproszono o pomoc jeńców austriackich i celnymi pociskami zmuszono obrońców Kremla do kapitulacji. W kilkudniowych walkach o Moskwę Czerwona Gwardia straciła ponad 1500 zabitych.
W lipcu członkowie Ludowego Związku Obrony Ojczyzny i Wolności kierowanego przez Sawinkowa i współfinansowanego przez Wielką Brytanię i Francję, planowali przeprowadzenie serii powstań w miastach centralnej Rosji i Powołża, licząc na to, że wojska Ententy przez Archangielsk, przyjdą im z pomocą, a następnie zostanie przeprowadzona wspólna ofensywa na Moskwę. Z planowanych 23 wystąpień do skutku doszły jedynie trzy – w Rybińsku, Muromiu i Jarosławiu. Pierwsze dwa zostały szybko stłumione, natomiast Jarosław pozostawał w rękach powstańców przez dwa tygodnie; spodziewana pomoc aliantów nigdy nie nadeszła. Bunt stłumiły jednostki czerwonych, dokonując ogromnych zniszczeń miasta; liczba cywilnych ofiar ostrzału Jarosławia nie jest ustalona, jednak liczący przed powstaniem 100 tys. mieszkańców ośrodek po walkach w lipcu 1918 r. stracił połowę populacji.
20 grudnia 1917 r. Sownarkom powołał do życia Wszechrosyjską Nadzwyczajną Komisję do Walki z Kontrrewolucją i Sabotażem (Czeka). Na jej czele stanął Feliks Dzierżyński. Głównym zadaniem „Czeriezwyczajki” była likwidacja „wrogów ludu”, przeprowadzanie konfiskat żywności na wsi wspólnie z Komitetami Biedoty, a także ochrona partyjnych komisarzy. Czekiści rekrutowali się w większości z Żydów, Węgrów, Ormian, Polaków i Łotyszy, gdyż istniała uzasadniona obawa, że Rosjanie nie będą bezwzględnie wykonywać wszystkich poleceń. Wiązały się one m.in. z likwidacją cerkwi prawosławnej, arystokracji i chłopstwa. W ramach reorganizacji sił zbrojnych Rosji Sowieckiej 10 lipca utworzono wydzielone oddziały bojowe Czeka (Korpus wojsk WCzeka). Po mianowaniu Dzierżyńskiego na stanowisko komisarza spraw wewnętrznych, wszystkie bojówki Czeka zostały zgrupowane w Wojska Wewnętrzne Ochrony Republiki, a ich liczebność szybko przekroczyła 120 000 funkcjonariuszy. Czeka zajmowała się organizowaniem i nadzorowaniem sowieckich obozów koncentracyjnych. W latach 1918–1920 zostały utworzone 82 obozy z ponad 50 000 więźniów. Komisja sprawowała również nadzór nad kolejami, ruchem drogowym i żeglugą śródlądową. W sprawach dotyczących „bezpieczeństwa państwa” posiadała nieograniczone uprawnienia. Nie podlegała żadnej kontroli zewnętrznej. Miała prawo sama wydawać wyroki śmierci i je wykonywać. W latach 1917–1920 z jej rąk zginęło ponad 200 000 ludzi. Od 2 września 1918 r. jej poczynania uzyskały prawną akceptację w związku z ogłoszeniem Rosji Sowieckiej obozem wojskowym. Dekretem Ogólnorosyjskiego Centralnego Komitetu Wykonawczego (WCIK) został wprowadzony komunizm wojenny. Wprowadzono: przymus pracy, nacjonalizację środków produkcji, transportu i wszystkich przedsiębiorstw, zniesiono prywatny handel. Pieniądz zastąpiono wymianą towarową. Czeka i Armii Czerwonej zezwolono na branie zakładników i ich likwidowanie (także kobiet, starców i dzieci) w razie jakiegokolwiek zagrożenia ze strony sił kontrrewolucyjnych. Wprowadzono „czerwony terror”. Wszyscy wrogowie rewolucji mieli albo zostać natychmiast zlikwidowani, albo zostać osadzeni w obozach koncentracyjnych. Pod koniec 1920 r. aparat bezpieczeństwa rozrósł się do 250 000 funkcjonariuszy.

#### Organizacja Armii Czerwonej
28 stycznia 1918 roku, na mocy rozkazu Rady Komisarzy Ludowych powołano do życia Robotniczo-Chłopską Armię Czerwoną, Robotniczo-Chłopską Flotę Czerwoną i Robotniczo-Chłopską Czerwoną Flotę Powietrzną. Było to ostateczne odejście od idei likwidacji regularnej armii i oparciu sił zbrojnych na ochotniczych formacjach terytorialnych, o charakterze milicyjnym. 10 lipca 1918 roku Trocki rozpoczął reorganizację Armii Czerwonej. Ogłoszono powszechny pobór do wojska, obejmujący 22 roczniki. Do każdej jednostki przydzielono komisarzy politycznych i nadano im olbrzymie uprawnienia. Pod koniec 1920 roku w siłach zbrojnych Rosji Sowieckiej, służyło w sumie prawie 6 mln żołnierzy, miały one na wyposażeniu m.in. czołgi i samoloty. 4 września 1918 roku podjęto decyzję o przekształceniu Rosji bolszewickiej w obóz wojskowy. Powołano Rewolucyjną Radę Wojenną Republiki na czele z Lwem Trockim, kierującą całym wysiłkiem wojennym kraju. W czasie wojny domowej przez szeregi Armii Czerwonej przewinęło się 75 000 byłych oficerów Armii Imperium Rosyjskiego, w tym 775 generałów i 1726 innych oficerów sztabowych. Liczbę dezerterów z Armii Czerwonej w okresie styczeń 1919 – czerwiec 1920 ocenia się na 2,6 mln żołnierzy.

#### Łotysze po stronie bolszewików
Nie wszystkie narodowości ujarzmione przez Rosję wybrały tę samą drogę postępowania. Łotysze stanęli po stronie czerwonych, a pułki strzelców łotewskich w początkowym okresie wojny domowej stanowiły trzon Armii Czerwonej. Takie postępowanie było spowodowane zajęciem przez Niemców ich ojczyzny. W Rzeszy Niemieckiej powszechny był pogląd, że kraje nadbałtyckie powinny zostać przyłączone do Niemiec, w charakterze kolonii. Łotysze liczyli na to, że rewolucja komunistyczna swym przykładem pociągnie inne narody, a wówczas utworzy się wolna od Niemców Łotewska Republika Radziecka. Hasła komunistyczne wśród wielu żołnierzy odciętych od ojczyzny znajdowały ogromne poparcie. Równolegle szerzyły się też prądy narodowe, wrogie komunizmowi. Miały one wkrótce dojść do głosu; na razie jednak Ententa nie mogła się oprzeć na Łotyszach.

#### Front Południowy
Głównym ośrodkiem wojsk kontrrewolucyjnych była południowo-wschodnia część terytorium Rosji europejskiej. Tam na ziemiach kozackich zaczęły się organizować siły antybolszewickie. Głównym punktem ich oparcia był Nowoczerkask, w pobliżu ujścia Donu. Teren ten sprzyjał szerzeniu się ruchu antykomunistycznego. Kozacy zawsze stanowili podporę rządów carskich i choć ruch rewolucyjny w 1917 r. zachwiał przekonania części z nich (czego dowodem było opuszczenie przez nich Kiereńskiego w decydujących dniach rewolucji październikowej w Piotrogrodzie), nie chcieli się nigdy zgodzić na rządy socjalistyczne. Forma organizacji kozaczyzny nie dała się pogodzić z systemem kolektywistycznym. Obawiali się oni, że po utrwaleniu się rządu bolszewickiego nadejdzie ich kres. Tym się tłumaczy ich długotrwały opór przeciwko władzy bolszewików. Obóz antybolszewicki nad Donem miał zabarwienie wybitnie prawicowe.
Nad Donem ataman Aleksiej Kaledin wypowiedział 8 listopada 1917 r. posłuszeństwo bolszewikom, zaprosił do obwodu wszystkich byłych ministrów Rządu Tymczasowego oraz wprowadził stan wojenny, na terenach przez siebie kontrolowanych.
4 grudnia na południe Rosji przybył generał Ławr Korniłow i inni oficerowie, którzy uciekli z Bychowa (byli tam więzieni od czasu nieudanego puczu). 10 grudnia generał Aleksiejew wydał rozkaz utworzenia Armii Ochotniczej, której głównym celem była walka z komunistami.
Na początku stycznia biali przeprowadzili skuteczną ofensywę na Zagłębie Donieckie, opanowując Rostów i Taganrog. W drugiej połowie stycznia bolszewicy skoncentrowali na granicy Obwodu Wojska Dońskiego, liczące kilkadziesiąt tysięcy żołnierzy wojska czerwonogwardyjskie pod wodzą Rudolfa Siwersa i rozpoczęli ofensywę przeciwko Kozakom i tworzącej się Armii Ochotniczej.
Jednocześnie z Kubania ruszył na obwód Aleksander Awtomonow. W takiej sytuacji wojska białogwardyjskie zmuszone zostały do odwrotu. Na początku lutego Armia Ochotnicza została rozbita w bitwie pod Matwiejowym Kurhanem. Próba kontruderzenia podjęta przez Kozaków nie powiodła się. Czerwoni podeszli na przedpola Rostowa, w Taganrogu wybuchło robotnicze powstanie. Ataman Kaledin załamany i rozczarowany brakiem zwolenników popełnił samobójstwo. Nowym dowódcą Wojska Dońskiego został generał Aleksandr Nazarow. 23 lutego czerwoni zajęli Rostów i proklamowali Dońską Republikę Radziecką. Tymczasem biali znajdowali się w ciągłym odwrocie jeszcze przez ponad miesiąc, docierając wbrew wszelkim przeciwnościom na Kubań, gdzie połączyli swe wojska z oddziałami Kozaków Kubańskich, którzy również wystąpili przeciwko bolszewikom. Na stanowisko głównodowodzącego sił kontrrewolucyjnych jednomyślnie mianowano generała Korniłowa. Ze względu na poważne wzmocnienie swoich sił biali ruszyli na początku kwietnia do ofensywy w kierunku Jekaterynodaru. Szturm miasta zakończył się niepowodzeniem, a biali stracili swojego wodza – Korniłowa, który zginął, gdy w jego kwaterę trafił pocisk artyleryjski. Po jego śmierci dowództwo przejął generał Anton Denikin i wydał rozkaz odwrotu na Stepy Salskie.
W zajętym obwodzie dońskim panowała anarchia, a bolszewickie władze swoją samowolą, polityką rekwizycji i terroru szybko straciły początkową popularność. W kwietniu 1918 r. wśród Kozaków dońskich wybuchło antykomunistyczne powstanie. W krótkim czasie rebelianci opanowali niemal cały obwód i utworzyli Koło Ocalenia Donu, na którego czele stanął generał Piotr Krasnow. W krótkim czasie liczebność Wszechwielkiego Wojska Dońskiego wzrosła do 50 000 żołnierzy. Nie miało to jednak wpływu na liczne podziały w szeregach kozaków. Wielu odmówiło brania udziału w walkach poza okolicami Donu. Również starszyzna była ze sobą wewnętrznie skłócona. Taką sytuację natychmiast postanowili wykorzystać bolszewicy. Prawie 200 000 czerwonoarmistów przystąpiło do operacji okrążenia Kozaków, co przyszło im z łatwością. Denikin, wykorzystując związanie znacznych sił komunistycznych przez wojska Krasnowa i Kozaków Tereckich atamana Biczerachowa, przeszedł 23 czerwca do ofensywy. Do końca lipca Armia Ochotnicza zajęła Kaukaz Północny, likwidując istniejącą od 7 lipca Północnokaukaską Republikę Radziecką, a także cały Kubań. W sierpniu bolszewicy, na skutek ściągnięcia z innych teatrów działań wojennych na Front Południowy pięciu armii (8, 9, 10, 11 i 12) osiągnęli znaczną przewagę. Wszystkie znajdujące się w tej części państwa jednostki zostały rzucone przeciwko Denikinowi. Umożliwiło to nieatakowanemu Krasnowowi wyjście z okrążenia i reorganizację sił. Nocą z 15 na 16 października kozacy przypuścili frontalny atak na położony nad Wołgą, strategiczny Carycyn. Celem tej operacji było przecięcie linii kolejowej, prowadzącej z Moskwy nad Morze Kaspijskie i dalej, do Azji Środkowej, a także na północny Kaukaz, który był ostatnim spichlerzem bolszewików. Bolszewicy, mimo olbrzymich strat (40 000 zabitych) zdołali z najwyższym wysiłkiem utrzymać miasto w swoich rękach. Lenin i Trocki traktowali obronę Carycyna priorytetowo, gdyż jego utrzymanie uniemożliwiało połączenie sił białych z południa Rosji i z Syberii.

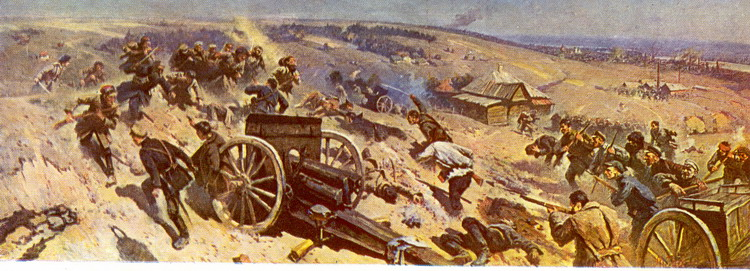
Obrona Carycyna, fragment obrazu Mitrofana Griekowa

Kozacy zostali odparci, ale jeszcze przez kilka miesięcy nękali Carycyn nieustannymi atakami. Były to już tylko operacje, mające na celu odciągnięcie Armii Czerwonej od głównego kierunku natarcia. Kiedy próba zajęcia miasta z zaskoczenia nie powiodła się, Krasnow zarzucił ten pomysł i postanowił uderzyć w kierunku Moskwy. Kozacy zajęli opuszczony przez Niemców Charków (bolszewicy nie zdążyli go jeszcze obsadzić), a następnie, po ciężkich walkach, Białogród. Kilka dni później kontrrewolucjoniści zagrozili Woroneżowi i doszli na przedpola Kurska. Po zaciętych, prowadzonych ze zmiennym szczęściem przez ponad miesiąc, bojach, oddziały Krasnowa zostały odrzucone daleko na południe. Główną przyczyną zwycięstwa czerwonych w tej operacji były tarcia wewnętrzne w szeregach kozaków (część z nich chciała jak najszybciej wracać nad Don).
Po zakończeniu I wojny światowej, w związku z postanowieniami rozejmu w Compiègne wojska niemieckie rozpoczęły stopniowe wycofywanie się z terenów byłego Imperium Rosyjskiego. Większość Ukrainy zajęły wojska Dyrektoriatu (utworzonego 14 listopada przez byłych działaczy Ukraińskiej Centralnej Rady). Siły zbrojne Dyrektoriatu liczyły ponad 40 000 żołnierzy i wsparte były przez 70 dział. Komendę nad nimi objął Symon Petlura. Odpowiedzią bolszewików było utworzenie w Kursku Tymczasowego Robotniczo-Chłopskiego Rządu Ukrainy. Jedynym celem jego utworzenia było stworzenie pozorów legalności dla działań Armii Czerwonej na terytorium niepodległej od marca Ukrainy. Natychmiast wydzielono jednostki Armii Czerwonej, które utworzyły Front Ukraiński.

#### Front Wschodni

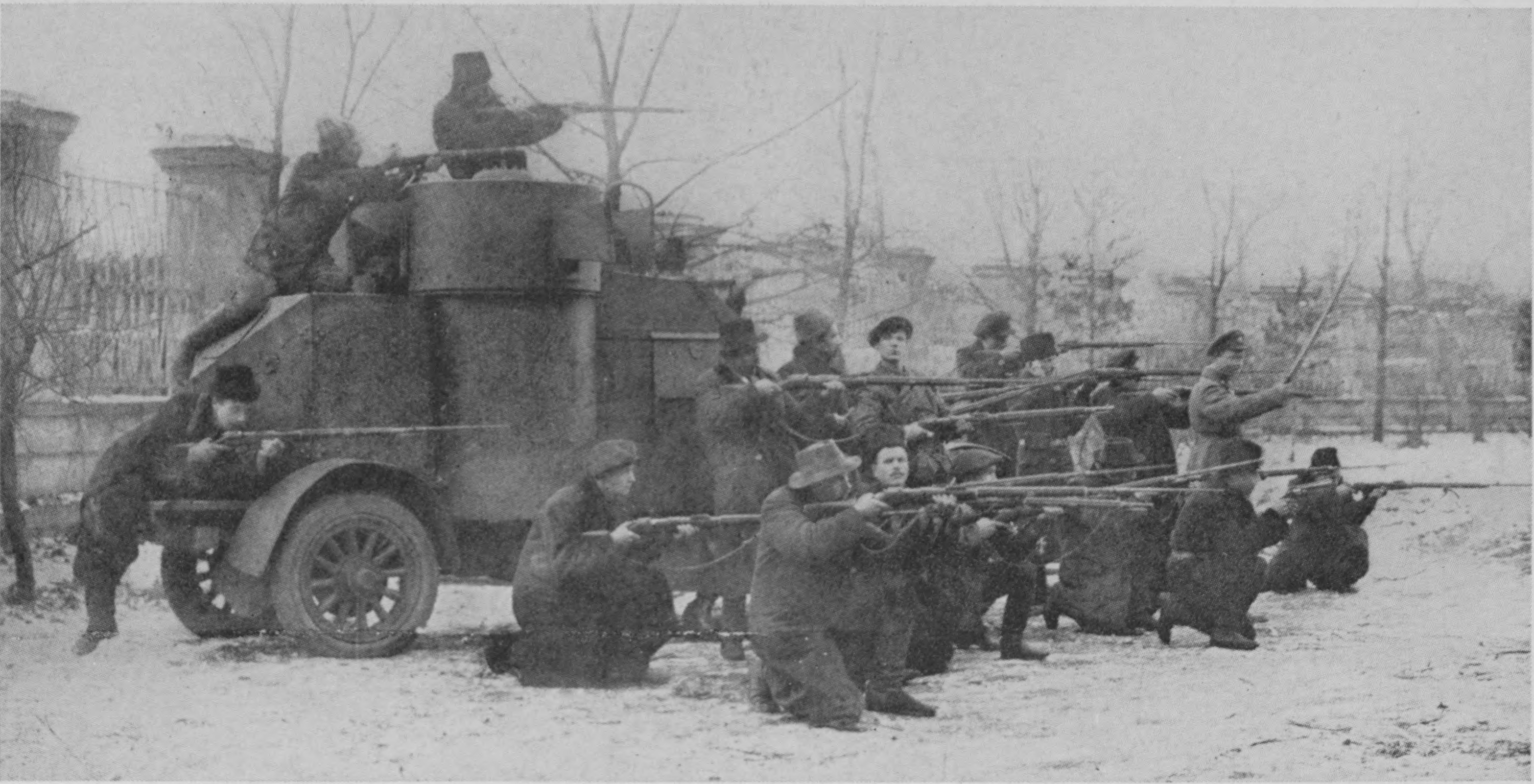
Oddział Armii Czerwonej podczas wojny domowej w Rosji

Pod innymi hasłami, niż na południu Rosji, koncentrowały się żywioły wrogie bolszewizmowi nad Wołgą i na Uralu. Tam na czele ruchu stali członkowie rozpędzonej przez komunistów konstytuanty, przeważnie socjaliści–rewolucjoniści (eserowcy).
14 listopada 1917 r. dowódca Kozaków Orenburskich ataman Dutow, wzniecił antykomunistyczne powstanie na Uralu, odcinając tym samym bolszewików od azjatyckiej części imperium. Rebeliantom udało się opanować niemal cały obwód orenburski. Jednak już 4 stycznia 1918 r. kilkadziesiąt tysięcy czerwonogwardzistów pod dowództwem Wasilija Blüchera uderzyło na południowy Ural. Po 2 tygodniach kozacy zostali rozbici, a ich resztki wycofały się do Turkiestanu. W grudniu 1917 w Tomsku powołano Syberyjską Dumę Obwodową.
Wiosną na arenie wojny domowej pojawił się Legion Czechosłowacki – formacja złożona z byłych jeńców państw centralnych narodowości czeskiej i słowackiej. Legion zawarł z rządem bolszewickim umowę o swobodny przejazd Koleją Transsyberyjską do Władywostoku, by drogą morską udać się na front zachodni w celu walki z Niemcami. Gdy Legion znajdował się w trakcie transportu na trasie Kolei Transsyberyjskiej, bolszewicy zażądali jego rozbrojenia. Czesi odmówili oddania broni. Walki o poszczególne stacje przekształciły się w regularne bitwy. Legioniści do początku lipca opanowali niemal całą magistralę transsyberyjską. Obok Korpusu Czechosłowackiego wystąpiła polska Dywizja Syberyjska.
Sukcesy Czechów były powodem licznych powstań miejscowej ludności przeciwko bolszewikom. 8 czerwca w Samarze został powołany tzw. Komucz, czyli Komitet Członków Zgromadzenia Ustawodawczego. Rząd ten powołał także liczącą 30 000 ochotników armię. W Iżewsku po antybolszewickim powstaniu robotniczym utworzono dorównującą stanem liczebnym Armii Komucza Iżewską Armię Ludową. Kierownicy akcji przeciwbolszewickiej weszli w porozumienie z liczącym 60 000 żołnierzy Legionem Czechosłowackim i nakłonili go do walki z komunistami. Sukcesy legionu zagroziły odbiciem przez nich carskiej rodziny, uwięzionej w Jekaterynburgu, co było bezpośrednią przyczyną wymordowania jej przez bolszewików w nocy z 16 na 17 lipca 1918 r.
W lipcu powstał kolejny rząd białych – Tymczasowy Rząd Syberyjski, a przy nim Armia Syberyjska. Do lipca cała azjatycka część byłego Imperium Rosyjskiego znalazła się pod kontrolą sił wrogich komunizmowi. W dodatku Czesi w końcu lipca rozpoczęli zmasowaną ofensywę na zachód i zdobyli 7 sierpnia Kazań, rozbijając jednostki bolszewickiej 5 Armii. Jednak na polecenie Trockiego z Kronsztadu i Frontu Południowego sprowadzono na centralny odcinek Frontu Wschodniego 30 000 żołnierzy i marynarzy. Jeszcze w sierpniu ruszyła bolszewicka kontrofensywa; 10 września Armia Czerwona ponownie wkroczyła do Kazania.
Do początku października Legion został we wszystkich miejscach wyparty za Wołgę. W takiej sytuacji podjęto próbę utworzenia jednolitego rządu kontrrewolucyjnego. Od 8 do 23 września miała miejsce Ufijska Narada Państwowa, na której 23 września powstał Dyrektoriat (Ogólnorosyjski Rząd Tymczasowy). Podlegały mu następujące siły wojskowe – Grupa Jekaterynoburska (22 000 żołnierzy), Grupa Liupowa (10 000 żołnierzy), Powołżańska Armia Ludowa, połączona w listopadzie z Grupą Przykamską (16 000 żołnierzy), Grupa Bakicza (5000 żołnierzy), Kozacy Uralscy (9000 żołnierzy) i Kozacy orenburscy (13 000 żołnierzy). Sytuacja w Dyrektoriacie Ufijskim była bardzo napięta. Został on uznany przez wszystkie syberyjskie rządy lokalne, kozackie i narodowe. W październiku swoją władzę złożył Komucz. Znaczna część sił politycznych była niechętna Dyrektoriatowi (monarchiści, kozacy i skrajna prawica, przychylały się one do władzy „silnej ręki”). Taki stan rzeczy nie mógł się długo utrzymać. 1 grudnia członkowie tajnej organizacji monarchistycznej „Śmierć za Ojczyznę” dokonali w Omsku zamachu stanu. Wielu członków rządu zostało aresztowanych. Tymczasowy Rząd Ogólnorosyjski został rozwiązany. Pełniący w Dyrektoriacie funkcje ministra wojny i marynarki admirał Aleksander Kołczak został obwołany dyktatorem i przyjął tytuł „Wielkorządcy Wszechrosji”. Miał on poparcie atamana Dutowa, oficerów i Legionu Czechosłowackiego (jego dowódca, generał Radola Gajda, był przyjacielem admirała). Jego zwierzchnictwo uznały wszystkie białe armie, z wyjątkiem generała Millera na dalekiej północy. Kołczak powołał nowy rząd z Piotrem Wołogodskim na czele (objął on stanowisko premiera). Szefem sztabu wodza naczelnego został Dmitrij Lebiediew. Ministrem wojny mianowano Nikołaja Stiepanowa.
Pucz był zaskoczeniem dla Francuzów, którzy błędnie sądzili, że stoją za nim Brytyjczycy. Jednak najbardziej krzyżował on plany Japończykom. Powstanie silnej władzy ogólnorosyjskiej godziło w ich plany umocnienia się na Dalekim Wschodzie i możliwości utworzenia satelickiego państwa mongolskiego, rządzonego przez Siemionowa. W związku z tym byli niechętnie nastawieni do nowego rządu i nie mieli zamiaru wesprzeć go na froncie. Amerykanie natomiast zajęli stanowisko wyczekujące. Wszyscy alianci byli jednak zaskoczeni. Po przewrocie „Wielkorządca Wszechrosji” dysponował na froncie, zaledwie 40 000 bagnetów i szabel. W trybie natychmiastowym dokonano reorganizacji sił zbrojnych. Utworzono fronty Zachodni i Południowo-Zachodni, Armię Syberyjską i Armię Uralską, a także Jekaterynburską i Nadwołżańską Wydzieloną Grupę wojsk. Już w grudniu na froncie było 140 000 żołnierzy. Naprzeciwko nich stała Armia Czerwona w składzie: 1, 3 i 5 Armia.
W połowie listopada 1918, po zakończeniu I wojny światowej, Korpus Czechosłowacki w całości został wycofany z frontu. Większość żołnierzy pozostała nadal w Rosji, obsadzając część Magistrali Transsyberyjskiej. Odejście Legionu było powodem sukcesów Armii Czerwonej, której dowództwo w takiej sytuacji zdecydowało się na przeprowadzenie ofensywy. 18 listopada 25 Dywizja piechoty Wasilija Czapajewa przerwała front. Po 3 tygodniach walk czerwoni znaleźli się w bardzo korzystnym położeniu. W zaciętych walkach biali utracili m.in. Symbirsk, Syzrań, Bugulmę, Buzułuk, Samarę, Iżewsk, Bielebiej, Ufę i Perm. Linia frontu przebiegała już tylko 20 km od Orenburga. Krytyczne położenie i groźba rychłego zniszczenia sił kontrrewolucyjnych, zmusiły je do współdziałania. Wojska połączonych i niechętnych sobie wzajemnie, Kozaków Orenburskich, Uralskich i Armii Ludowej, liczące w sumie 90 000 żołnierzy, rozpoczęły w końcu listopada kontruderzenie. Już po 2 dniach groźba zajęcia przez czerwonych Orenburga została zażegnana. 25 grudnia biali wkroczyli do Permu, a bolszewicka 3 Armia, ponosząc podczas odwrotu ogromne straty, została wyparta za Kamę. W tym samym jednak czasie 5 Armia zdobyła Ufę, co zmusiło białe siły Kołczaka do przejścia do obrony i odłożenia nowej ofensywy.

#### Front Północny
Po zawarciu przez bolszewików w Brześciu traktatu pokojowego z państwami centralnymi, zawiązała się na Półwyspie Kola Rada Murmańska (została ona uznana przez Ententę), która 4 marca zwróciła się z prośbą do Wielkiej Brytanii, ażeby ta przysłała do północnej Rosji swe wojska. Kontrrewolucyjni politycy liczyli, że za pomocą aliantów uda im się zniszczyć bolszewików. Ententa miała zresztą istotne powody do interwencji. Losy wojny światowej jeszcze się ważyły, a odejście Rosji z wojny (priorytetowy cel Lenina) mogłoby się dla koalicji źle skończyć.
9 marca 1918 w Murmańsku wylądował niewielki oddział brytyjsko-francuski, pod dowództwem generała Pola. W maju oddziały alianckie zostały wzmocnione i opanowały cały Półwysep Kola. Następnie posuwały się zwycięsko wzdłuż wybrzeża Morza Białego na wschód, zajmując m.in. Kiem. 2 sierpnia ludność Archangielska, do którego zbliżały się wojska Ententy, wystąpiła zbrojnie przeciwko okupującym miasto od stycznia bolszewikom. Następnego dnia brytyjski oddział morski z pomocą lotnictwa skutecznie zaatakował garnizon Armii Czerwonej na wyspie Modiuga (48 km na północ od Archangielska). To posunięcie umożliwiło ominięcie bolszewickich linii obrony i wejście do miasta, gdzie po krótkiej utarczce z wycofującymi się czerwonoarmistami, sytuacja została opanowana.
Tymczasem za linią frontu, przybyli do Murmańska generałowie Władimir Maruszewski i Jewgienij Miller, zaczęli formować Ochotniczą Białą Armię Północną. Jeszcze w lipcu służyło w niej zaledwie kilka tysięcy żołnierzy, jednak po zdobyciu przez aliantów Archangielska szeregi białych powiększyły się o 17 000 bagnetów i 3500 szabel. Jednocześnie Wielka Brytania przysłała kontrrewolucjonistom potężny materiał wojenny, m.in. czołgi. 2 sierpnia proklamowany został Naczelny Zarząd Obwodu Północnego z Nikołajem Czajkowskim jako premierem. 6 sierpnia podporządkowała się mu Murmańska Rada Krajowa. W grudniu głównodowodzący Wojskami Obwodu Północnego, generał Władimir Maruszewski, przekazał władzę generałowi Millerowi.
3 września oddziały interwencyjne rozpoczęły ofensywę, której celem było zdobycie Moskwy. Tym razem zagrodziły im drogę jednostki 6 Armii Czerwonej. W otwartej konfrontacji bolszewicy ponieśli jednak druzgocącą klęskę nad Dwiną i Wagą. Ich resztki zostały rozgromione w rejonie jeziora Onega. Wydawało się, że Moskwa na dniach zostanie zajęta. Tak jednak się nie stało, gdyż w Archangielsku kapitan Jurij Czaplin dokonał przewrotu wojskowego. Ministrowie Zarządu zostali aresztowani i dopiero interwencja ambasadora amerykańskiego Davida Francisa pozwoliła na zażegnanie konfliktu. Na wieść o niepokojach na tyłach i przedwczesnym nadejściu ostrej zimy (na którą alianci nie byli należycie przygotowani), ofensywę zdecydowano się przerwać. Linia frontu przebiegała od granicy fińskiej, przez Jezioro Onega, aż do Workuty. Front ustabilizował się w odległości 500 km na południe od Murmańska i 300 km od Archangielska. W tym czasie, na tyłach, zwaśnione strony zawarły kompromis, na mocy którego w nowo powstałym Tymczasowym Rządzie Obwodu Północnego część tek ministerialnych objęli ludowi socjaliści i liberałowie, a część ich dawni przeciwnicy – monarchiści. Między władzami cywilnymi i wojskowymi wynikały poważne nieporozumienia. Oficerowie nie mieli zaufania do lewicy. Rząd nie utrzymał się jednak w swym pierwotnym składzie. Utworzono nowy, bez udziału socjalistów, którzy usunięci od wpływów, bojąc się powrotu monarchii i reakcyjnych rządów, zaczęli podburzać przeciw nowym władzom włościan.
Do Murmańska i Archangielska spieszyli, chcący walczyć z bolszewikami, ochotnicy z całego kraju. Tam również generał Józef Haller kierował polskich żołnierzy ocalałych po bitwie pod Kaniowem.
11 listopada 1918 I wojna światowa dobiegła końca. Pilnie śledzący wydarzenia na froncie zachodnim Lenin prognozował klęskę państw centralnych. Wiadomość o zakończeniu wojny spowodowałaby wielką euforię wśród interwentów, a co za tym idzie, chwilowe rozluźnienie dyscypliny. Bolszewicy upatrywali w tym szansy na wyparcie wojsk Ententy z kraju. W związku z tym już na początku października Rada Komisarzy Ludowych wydała dowódcy 6 Armii, Aleksandrowi Samojło, rozkaz przygotowania się do ofensywy. 11 listopada 35 000 bolszewickich żołnierzy ruszyło do frontalnego ataku. Jednak dzięki zażartej obronie białych, alianci zdołali zebrać posiłki i odeprzeć atak. 15 listopada ofensywa Armii Czerwonej została wstrzymana. Lenin i Trocki postanowili na Froncie Północnym ograniczyć się jedynie do akcji defensywnych.
Akcja koalicji na Froncie Północnym mogła liczyć na powodzenie, pod warunkiem, że znajdzie należyte poparcie w innych rejonach Rosji. Na skutek waśni w obozie antybolszewickim, Brytyjczycy doszli do wniosku, że na Rosjan nie można liczyć. Dopóki wierzyli w celowość akcji, nadsyłali z ojczyzny posiłki, co było ułatwione wskutek zawarcia 11 listopada na zachodzie zawieszenia broni; później przestali to czynić.

#### Front Północno-Zachodni

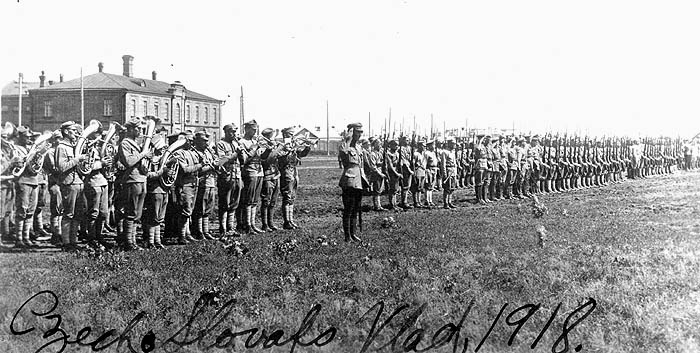
Żołnierze czechosłowaccy we Władywostoku

Pierwsza połowa 1918 r. w Estonii przebiegła stosunkowo spokojnie, gdyż tereny te znajdowały się od marca pod ścisłą kontrolą Cesarstwa Niemieckiego. Pod osłoną armii niemieckiej tworzyła się antybolszewicka formacja wojskowa o charakterze germanofilskim – Korpus Północno-Zachodni. Powstał on we wrześniu, na mocy umowy pomiędzy Kolmarem von der Goltzem a wielkim księciem Cyrylem Władimirowiczem i Władimirem księciem Wołkońskim. Na początku października rozpoczęto werbunek ochotników do tej jednostki z okolic Dyneburga i Pskowa. Po miesiącu Korpus liczył już 4000 bagnetów i 1500 szabel. Został też uzbrojony w nowoczesną broń niemiecką. Jednak po zwycięstwie Ententy w wojnie światowej, wojska niemieckie Ober-Ostu zostały zmuszone do odwrotu.
Korpus znalazł się w bardzo trudnej sytuacji. Wojska niemieckie nie mogły już go wspierać, a przede wszystkim osłaniać przed stacjonującą w okolicach Piotrogrodu 7 Armią Czerwoną Aleksego Riemiezowa, która pod koniec listopada rozpoczęła ofensywę. Olbrzymia przewaga liczebna czerwonych zagwarantowała im zwycięstwo. Po 2 tygodniach zaciętych walk Korpus został przepołowiony na 2 części, łotewską i estońską. Grupa estońska w sile 2900 bagnetów i 600 szabel zawarła 24 grudnia umowę z władzami niepodległej (od listopada) Estonii, na mocy której podporządkowała się dowództwu estońskiemu (państwo to prowadziło w tym czasie wojnę z bolszewikami). Grupa łotewska Anatola księcia Lieven weszła w skład jednostek generała Nikołaja Judenicza. Ten sędziwy dowódca, po przewrocie bolszewickim, udał się w listopadzie 1917 r. na emigrację do Francji. Po zakończeniu I wojny światowej, kiedy to wojska niemieckie przestały okupować państwa nadbałtyckie, udał się na pogranicze estońsko-łotewskie w celu zorganizowania tam wojsk antybolszewickich. Pod koniec roku Korpus Północno-Zachodni liczył już 9000 żołnierzy.

#### Front Dalekowschodni

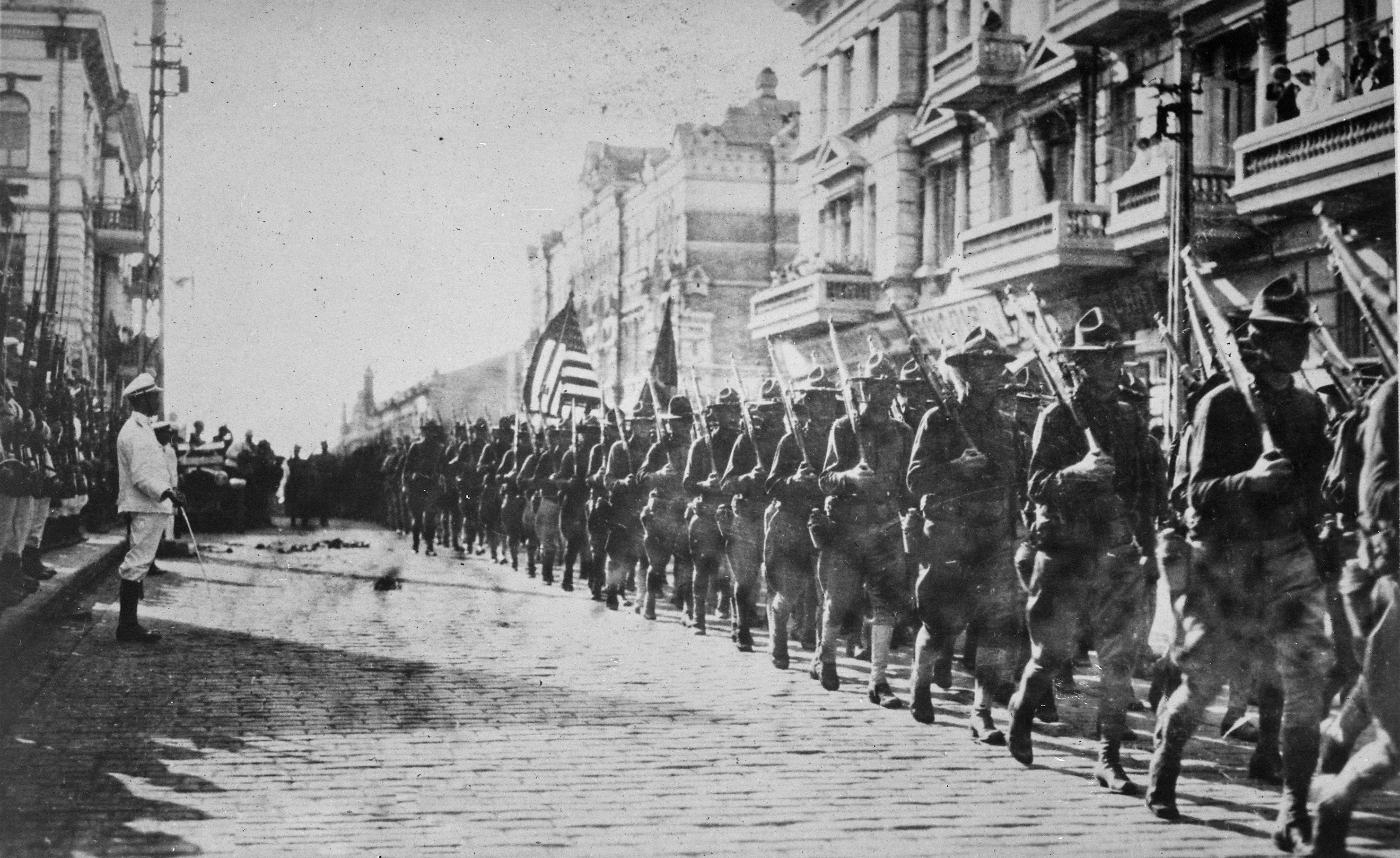
Amerykańscy żołnierze we Władywostoku podczas alianckiej interwencji w Rosji, 1 sierpnia 1918 roku

Na początku grudnia 1917 r. doszło do pierwszych starć na Dalekim Wschodzie. Ataman Siemionow i esauł Kałmykow rozpoczęli rozbijanie miejscowych bolszewików, którzy w połowie listopada zaczęli przejmować władzę w regionie. Jednak w walki z kozakami aktywnie włączyli się byli jeńcy państw centralnych, co przesądziło o wyniku walk. Pokonani kontrrewolucjoniści musieli ratować się ucieczką do Chin. W lutym 1918 r. działacze tajnej japońskiej misji wojskowej przekonali atamana Kozaków Amurskich Gamowa do podjęcia walki z bolszewikami.
6 marca w Błagowieszczeńsku wybuchło powstanie antybolszewickie. Kilka tysięcy kozaków próbowało opanować strategiczne punkty w mieście. Rebelia była jednak nieudolnie przeprowadzona i komuniści zdołali utrzymać większość gmachów w mieście. 8 marca przybyły posiłki (kilka tysięcy czerwonogwardzistów z Zabajkala) i po 6 dniach zaciętych walk ulicznych powstanie zostało stłumione. Ataman Gamow musiał ewakuować się do Chin. W lutym Siemionow na czele 4000 szabel, po raz drugi uderzył na Zabajkale, został jednak odparty.
5 kwietnia we Władywostoku wylądowały wojska japońskie i amerykańskie. W związku z tym 7 kwietnia siemionowcy przekroczyli granicę rosyjsko-chińską, kierując się w stronę Czyty. Po wejściu na Zabajkale, ataman natychmiast przystąpił do uzupełnienia sił, przez pobór rekruta w rejonach nadgranicznych. Poza tym w jego szeregach służyli liczni oficerowie i najemnicy. Japończycy przekazali mu 15 ciężkich dział i odkomenderowali do jego sztabu grupę oficerów. W sumie Siemionow dysponował 12 000 żołnierzy. Toteż udało mu się bez przeszkód opanować strategiczną stację Karmyjskaja, w pobliżu której znajdowało się połączenie zabajkalskiej i amurskiej linii kolejowej, co spowodowało odcięcie bolszewikom jedynej linii kolejowej na Przyamurze i Przymorze, gdyż Kolej Wschodniochińska była w rękach generała Horwata. W celu rozbicia Siemionowa Trocki zdecydował się powołać Front Daurski pod dowództwem Siergieja Łazo, który 15 maja rozpoczął ofensywę w kierunku miejscowości Mogoitui i Aga, które szybko zajęto. Jednak w sierpniu, z powodu wydajnej pomocy Japończyków, białym udało się opanować całe Zabajkale. Ataman Siemionow utworzył Tymczasowy Rząd Obwodu Zabajkalskiego i stanął na jego czele.
Na losy wojny domowej na wschodzie, duży wpływ miał konflikt dalekowschodnich kozaków: Gamowa, Kałmykowa i Siemionowa z Kołczakiem. Nie udzielili oni poparcia „Wielkorządcy Wszechrosji”, związani wcześniej z separatystycznymi eserowcami, którzy poparcia wojskowego i politycznego szukali u Japończyków. Ich antypatia była zresztą wzajemna, gdyż po przewrocie admirał nie dał im żadnych funkcji, a nawet rozkazem nr 61 z 1 grudnia 1918 r. usunął Siemionowa ze wszystkich zajmowanych przez niego wcześniej stanowisk. U podłoża tego rozkazu legła, według Kołczaka, postawa Siemionowa, który zażądał od admirała wydania grupy więźniów politycznych i odłożenia ich procesu, na co Kołczak nie odpowiedział, a Siemionow w odwecie przerwał połączenie telegraficzne Omsk – Władywostok, utrudniając komunikowanie się, do czego doszły jeszcze opóźnienia w dostawach broni i zaopatrzenia na front (później Kołczak dowiedział się, że było to spowodowane bałaganem na kolei). Pytany wówczas w tej sprawie telegraficznie Siemionow odpowiedział w taki sposób, jak gdyby nie chciał w ogóle współpracować z Kołczakiem, który uznał utrudnianie dostaw na front za zdradę i postanowił pozbyć się atamana.
Kiedy więc Siemionow odmówił podporządkowania się i oddania dowództwa 5 Korpusu Armii, Kołczak wysłał przeciwko niemu generała Wołkowa, który miał zająć jego miejsce, ale Siemionowa poparli wówczas otwarcie Japończycy, którzy oświadczyli, że nie pozwolą Wołkowowi wkroczyć na Zabajkale. Wówczas (7 grudnia) Kołczak porozumiał się telegraficznie z przebywającym w Czycie francuskim generałem Janinem, który potwierdził, że za Siemionowem stoją wspierający go finansowo i materiałowo Japończycy (generał Oba poinformował Wołkowa, że nie pozwoli na żadne działania przeciwko Siemionowowi, a jego, aby nie wycofywał się z Czyty).
Ponieważ Wołkow miał wyraźny rozkaz nierozpoczynania działań wojskowych i oczekiwania na efekty zwrócenia się rządu omskiego z prośbą o pomoc aliantów i interwencję w Tokio, Zabajkale pozostało poza strefą wpływów Kołczaka. 13 grudnia pewny japońskiego poparcia Siemionow, ogłosił się dowódcą nowej Armii Dalekowschodniej. Wołkow próbował dyplomatycznie pozbyć się Siemionowa, ale ani protest Janina, ani Kołczaka, skierowany do rządu USA i wskazujący na to, że Japonia poprzez tego typu działania miesza się w wewnętrzne sprawy Rosji, nie przyniosły żadnego efektu. Wołkow uważał, że chociaż Siemionow dysponuje 15 000 żołnierzy, to tylko 3000 jest wobec niego lojalnych i że na wypadek walki, o ile nie doszłoby do japońskiej ingerencji pozbyłby się Siemionowa w przeciągu 3–4 dni.
Podobną politykę, jak na Zabajkalu, prowadzili Japończycy w obwodzie amurskim, gdzie wymusili oddanie dowództwa przez oficera Kołczaka popieranemu przez siebie atamanowi Gamowowi.
Tak więc Daleki Wschód był areną nadzwyczaj licznych waśni między poszczególnymi siłami antybolszewickimi i taki stan rzeczy utrzymał się aż do zakończenia wojny domowej.

#### Front Centroazjatycki
Niepokoje, które wstrząsnęły w 1917 r. całym Imperium Rosyjskim, miały duży wpływ na sytuację w Azji Środkowej. Rosjanie stanowili tam mniejszość a zniewolone przez carat narody w walkach wewnętrznych między białymi a czerwonymi upatrywały szansy na odzyskanie niepodległości.
Już w 1916 r. w rosyjskim Turkiestanie wybuchło powstanie, które zostało krwawo stłumione przez carat. Jednak już w 1917 r. wybuchła kolejna, tym razem udana rebelia. Powstania rozprzestrzeniły się na cały Turkiestan. Siły antybolszewickie przejęły władzę w Kokandzie. Ogłoszono w niej autonomię. Faktyczną władzę sprawowały tam 2 partie islamskie Szura-i-ulema i Szura-i-islam. W Bucharze powstał emirat, rządzony przez Alim-chana. Jego siłę zbrojną stanowiło 26 000 wojowników pieszych i 14 000 konnych, co czyniło Emirat Buchary najpotężniejszą siłą w Turkiestanie. Tadżykistanem rządziły niepodzielnie oddziały Basmaczy, wspieranych materiałowo przez Persję i Afganistan. W Kazachstanie ster rządów przejęła parta polityczna Ałasz – Orda. Związał się z nią ataman Dutow. W Chiwie władza spoczęła w rękach Dżunaid-chana. Podobnie, jak w Bucharze, i tu ogłoszono powstanie emiratu. W takiej sytuacji wydawało się bardzo prawdopodobne, że Rosjanie bez względu na orientację polityczną zostaną wyparci z Azji Środkowej gdzie powstaną nowe, ogarnięte panturecką ideologią, chanaty i emiraty.

#### Epizod niepodległościowy Armenii, Azerbejdżanu i Gruzji

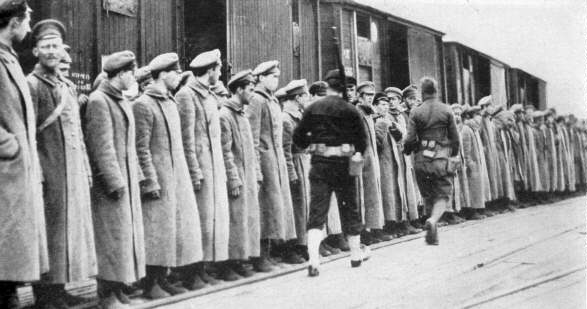
Bolszewiccy jeńcy wojenni w Archangielsku w 1918 roku

Podobnie jak w przypadku państw nadbałtyckich i Polski, upadek państwa rosyjskiego otworzył możliwość odzyskania niepodległości przez inne peryferyjne kraje o nierosyjskim charakterze i ugruntowanej odrębności od Rosji – Armenię, Azerbejdżan i Gruzję na Zakaukaziu. Początkowo kraje te zachowały ugruntowaną od pół wieku wspólnotę administracyjną i powołały wspólne władze faktycznie niezależne od Rosji, choć jeszcze nie zadeklarowały secesji. 28 listopada 1917 w Tbilisi zakaukascy deputowani do rosyjskiej Konstytuanty utworzyli Komisariat Zakaukaski – organ władzy o kompetencjach odpowiadających rządowi, ale podkreślający swą tymczasowość. Pod koniec 1917 Komisariat powołał, z deputowanych do Konstytuanty i kandydatów w wyborach do niej, organ o charakterze parlamentu – Sejm Zakaukaski, zdominowany przez partie demokratyczne, a wolny od bolszewików. Dopiero 22 kwietnia 1918 Sejm Zakaukaski ogłosił powstanie niepodległej Zakaukaskiej Demokratycznej Republiki Federacyjnej. Przywódcą republiki został Gruzin, mienszewik, Nikola Czcheidze. Jednakże konflikty narodowościowe i terytorialne między narodami republiki doprowadziły do rychłego rozpadu Federacji Zakaukaskiej – Gruzja ogłosiła niepodległość jako Demokratyczna Republika Gruzji 26 maja 1918, a Armenia i Azerbejdżan – 28 maja jako odpowiednio: Demokratyczna Republika Armenii i Demokratyczna Republika Azerbejdżanu. Tego też dnia rozwiązał się Sejm Zakaukaski, co oznaczało fiasko budowy wspólnego państwa trzech narodów południowego Kaukazu.
Turcja opanowała zachodnią część Zakaukazia i rozpoczęła ofensywę na Azerbejdżan, którego ludność była jej przychylna. Chodziło o zapewnienie sobie dogodnej granicy na przyszłość. Pod koniec kwietnia przyjaźnie witane oddziały tureckie weszły do Baku. W takiej sytuacji Wielka Brytania zdecydowała się wysłać wojska na Kaukaz. 18 lipca do portu w Enseli, nad Morzem Kaspijskim, przybyły wojska angielsko-indyjskie i zmusiły Turków do wycofania się z Baku. Dowódca tureckiej Armii Kaukaskiej, generał Halil Pasza, ruszył z linii Tebriz – Erywań na Baku i Anglicy, nie czekając na niego, pospiesznie odpłynęli do Enseli. Turcy ponownie wkroczyli do Baku i pozostali tam do końca wojny. 30 listopada 1918 interwencyjne siły brytyjskie, które zajęły wcześniej Baku, przekazały miasto Azerbejdżanowi.
Po upadku Imperium Rosyjskiego na Zakaukaziu powstała próżnia polityczna, którą wykorzystały państwa trzecie, w pierwszej kolejności Turcja, jeszcze wtedy osmańska, która po rozkładzie armii rosyjskiej pozostała jedyną siłą militarną w regionie. Turcja dążyła do zjednoczenia narodów tureckich pod berłem sułtana (panturkizm), przy czym wykorzystała korzystne dla siebie postanowienia terytorialne traktatu brzeskiego. Już pod koniec 1917 Turcja przystąpiła do zaboru Zakaukazia i przy niewielkim oporze do połowy 1918 zajęła sporą część ziem dzisiejszej Armenii, pas ziem południowej Gruzji oraz większość Azerbejdżanu, zarówno eksrosyjskiego, jak i perskiego. Stan ten został potwierdzony przez traktat w Batumi z 4 czerwca 1918. W północnej części Gruzji zainstalowały się okupacyjne oddziały niemieckie, prowadzące rabunkową eksploatację gospodarczą. Wojska tureckie i niemieckie wycofały się z Zakaukazia między październikiem a grudniem 1918 wskutek klęski państw centralnych w I wojnie światowej, zobowiązane do tego przez postanowienia rozejmu w Mudros (30 października 1918 – Turcja) i rozejmu w Compiègne (11 listopada 1918 – Niemcy). Kolejnym okupantem stała się Wielka Brytania, której garnizony zainstalowały się w Azerbejdżanie i Gruzji pod koniec 1918, po zajęciu Konstantynopola przez Brytyjczyków i wpłynięciu okrętów Royal Navy na Morze Czarne w konsekwencji rozejmu z Mudros. Wojska brytyjskie doprowadziły do pewnej stabilizacji na Zakaukaziu, polegającej głównie na wzmocnieniu Azerbejdżanu. Po zajęciu Kaukazu Północnego przez Siły Zbrojne Południa Rosji gen. Antona Denikina, wojska brytyjskie opuściły Kaukaz Południowy w sierpniu 1919.
Powstała 28 maja 1918 Demokratyczna Republika Armenii obejmowała prócz terytorium dzisiejszej Armenii także Nachiczewan, Górski Karabach, Kars i Iğdır. Nachiczewan, Górski Karabach, rejon Kazach i prowincja Sjunik stanowiły terytorium sporne z Azerbejdżanem, prowincja Lori stanowiła region sporny z Gruzją, natomiast region Oltu – z Azerbejdżanem i Gruzją. Spory terytorialne powodowały nieustanne wojny z Gruzją, Azerbejdżanem i Imperium Osmańskim. Traktat w Sèvres ustalił granicę armeńsko-turecką. Na jego mocy Turcja miała oddać Armenii znaczną część swojego terytorium. Republikańska Turcja kemalistowska nie uznała traktatu z Sèvres, wobec czego jego postanowienia terytorialne nie weszły w życie.
Konflikty między krajami Zakaukazia przerodziły się w czystki etniczne i otwarte wojny. Punktami spornymi były pograniczne tereny zamieszkane przez mieszaną ludność. Azerbejdżan pozostawał w sporze z Gruzją o okręg zakatalski, ale spór nie przybrał charakteru wojny. Zatarg Armenii z Gruzją o regiony Lori, Dżawachetię i Borczali doprowadził do wojny granicznej w grudniu 1918, zakończonej rozejmem wymuszonym przez Brytyjczyków. Najpoważniejszy okazał się konflikt terytorialny Armenii z Azerbejdżanem o Nachiczewan, Zangezur i Karabach, który przerodził się w wojnę trwającą przez cały okres niepodległości tych państw i nie doprowadził do jednoznacznego rozstrzygnięcia militarnego. Nadto Armenia od czasu opuszczenia frontu zakaukaskiego przez armię carską niemal nieprzerwanie prowadziła wyniszczającą wojnę z silniejszą i liczniejszą armią turecką – najpierw osmańską, następnie kemalistowską.
W 1920 do gry na Zakaukaziu powrócili bolszewicy, wcześniej wyrugowani stąd w 1918. Słabość polityczna i militarna wszystkich trzech republik zakaukaskich oraz ich skłócenie doprowadziły je do faktycznej bezbronności wobec agresji bolszewickiej 11 Armii i kolejnych rebelii miejscowych komunistów. W obliczu natarcia z północy rząd Azerbejdżanu skapitulował przed bolszewikami 28 kwietnia 1920, Armenia – 4 grudnia 1920, a 18 marca 1921 rząd Gruzji zawarł z bolszewicką Rosją porozumienie będące faktyczną kapitulacją. We wszystkich trzech krajach proklamowano republiki sowieckie: Armeńską, Gruzińską i Azerbejdżańską, formalnie niepodległe, w rzeczywistości ściśle uzależnione od bolszewickiej Rosji. Pod jej naciskiem komunistyczne republiki zakaukaskie 13 października 1921 zawarły w Karsie traktat z Turcją, oddający jej południową część Adżarii i dawny obwód karski. Następnie utworzyły Zakaukaską Federacyjną Socjalistyczną Republikę Radziecką, która 29 grudnia 1922 wspólnie z sowiecką Rosją, Ukrainą i Białorusią utworzyła ZSRR.

#### Interwencja państw Ententy
Przez cały czas wojny domowej białym sprzyjały państwa Ententy. Oprócz zaopatrywania sił antybolszewickich w materiał wojenny, wysłały do Rosji ograniczone liczebnie kontyngenty wojskowe. Epizod ten przeszedł do historii jako interwencja aliantów w Rosji.
Główne przyczyny interwencji to:
- Chęć niedopuszczenia do zajęcia przez państwa centralne znacznych terenów, w momencie kiedy to armia rosyjska przestała stawiać im zorganizowany opór.
- Odbudowa Frontu Wschodniego, co udaremniłoby przerzucenie wojsk niemieckich na front do Francji.
- Spłata przez Rosję gigantycznej pożyczki wojennej, której spłacenia bolszewicy odmówili twierdząc, że nie biorą odpowiedzialności za decyzje dawniejszych rządów.
- Niedopuszczenie do opanowania olbrzymiego materiału wojennego (wysłanego wcześniej carowi i Rządowi Tymczasowemu na wojnę z państwami centralnymi) przez Niemców i bolszewików
- Wsparcie sił kontrrewolucyjnych w walce z bolszewikami.

Oddziały interwencyjne, które zostały wysłane do Rosji w 1918 r. wylądowały:
- w Murmańsku 9 marca, po wzmocnieniu, w maju zajęły Półwysep Kola i posuwając się wzdłuż wybrzeża Morza Białego, w sierpniu zdobyły Archangielsk. Następnie w ramach ofensywy na Moskwę rozbiły we wrześniu, w bitwach nad Wagą, Dwiną i Onegą jednostki Armii Czerwonej. Dalsze natarcie zostało jednak wstrzymane, ze względu na przedwczesne nadejście ostrej zimy oraz niepokoje na tyłach.

Linia frontu ustabilizowała się i przez cały czas pobytu aliantów, czyli do października 1919 r., pozostała praktycznie niezmieniona. Na dalekiej północy w interwencji uczestniczyły kontyngenty Wielkiej Brytanii, Francji, USA, Serbii i Włoch.
- we Władywostoku 5 kwietnia, wylądowały wojska japońskie (28 000 żołnierzy) i amerykańskie (7000 żołnierzy). W krótkim czasie obsadziły one Kraj Amurski, Kraj Nadmorski, Zabajkale, Kamczatkę i okolice Ochocka, a także znaczną część Jakucji (z Jakuckiem). Amerykanie, którzy przez cały czas interwencji stacjonowali we Władywostoku, wycofali swoje ostatnie oddziały 1 kwietnia 1920 r. Japończycy mimo opuszczenia w sierpniu 1920 r. Zabajkala, Jakucji i Przyamurza wciąż pozostali na południowym Przymorzu i wybrzeżu kamczacko-ochockim, skąd ewakuowali się dopiero pod koniec 1922 r.

Japonia bez wątpienia była najbardziej zaangażowanym państwem w interwencję (w szczytowym okresie na terytorium Rosji stacjonowało ponad 200 000 żołnierzy, czyli znacznie więcej niż wszystkie pozostałe kontyngenty razem wzięte).
- w Odessie, w grudniu, został wysadzony desant wojsk francuskich, włoskich, rumuńskich, greckich i serbskich. Po ponad 4 miesiącach oczekiwania na rozkazy, oddziały interwencyjne zostały wycofane, uprzednio odpierając atak Armii Czerwonej na miasto.
- w Sewastopolu, w grudniu wylądowały wojska brytyjskie i francuskie, po 4 miesiącach wycofały się one bez walki.
- w Batumi i Baku zostały wysadzone desanty wojsk brytyjskich, w celu niedopuszczenia do zajęcia roponośnych pól naftowych przez Turcję i bolszewików. Wycofały się one z tego regionu w 1920 r.
- w Azji Centralnej, na prośbę miejscowej ludności, z Persji do Turkmenistanu wkroczyły wojska brytyjskie, zajmując m.in. Aszchabad, gdzie przywitano ich jak wyzwolicieli.

Ponadto Wielka Brytania wysłała licznych doradców wojskowych i oddział pancerny do Białej Armii Północno-Zachodniej i Armii Ochotniczej. W wielu rejonach Rosji dochodziło też do sporów, przeradzających się nawet w lokalne walki między białymi a interwentami.

### 1919 rok

#### Front Południowy

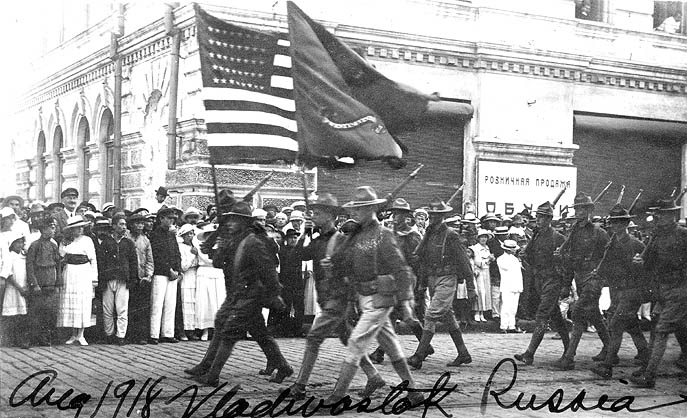
Amerykańscy żołnierze we Władywostoku w sierpniu 1918 roku

W styczniu korpus konnicy barona Piotra Wrangla przerwał front, tworzony przez Armię Czerwoną Północnego Kaukazu. Do 23 lutego biali opanowali Piatigorsk, Nalczyk, Mozdok i Kizlar. Jednocześnie wojska generała Lachowa posuwały się zwycięsko na południowy wschód, w kierunku Morza Kaspijskiego, osłaniając prawe skrzydło korpusu Wrangla. Na początku marca obległy one Władykaukaz i Grozny. Dzięki wystąpieniu miejscowej ludności przeciwko bolszewikom w Groznym, miasto zostało szybko zdobyte, co z kolei umożliwiło skierowanie posiłków pod Władykaukaz (9000 bagnetów i 2500 szabel z ciężką artylerią) i w efekcie miasto zostało zdobyte już po 2 dniach oblężenia. Resztki Armii Czerwonej, nękane przez inguskie i czeczeńskie oddziały partyzanckie, wycofały się w najwyższe partie gór. Inne oddziały tworzone przez miejscową ludność nierosyjską atakowały natomiast białych.
W związku z zagrożeniem ze strony Armii Czerwonej i Armii Powstańczej Nestora Machno, przedstawiciele Armii Ochotniczej i Dyrektoriatu podpisali 15 stycznia 1919 w Odessie, umowę, regulującą wzajemne stosunki. 19 stycznia Zachodnioukraińska Republika Ludowa została proklamowana w Galicji Wschodniej i podporządkowała się Dyrektoriatowi. Oznaczała to, że Ukraińcy znaleźli się w otwartym konflikcie z Polską, także roszczącą pretensje do tych terenów.
Duże wpływ na dalszy przebieg wojny odegrało styczniowe spotkanie w Bukareszcie (do którego doszło za pośrednictwem Francji) naczelnego dowódcy Wojska Dońskiego atamana Krasnowa z dowódcą Armii Ochotniczej generałem Antonem Denikinem. W myśl umowy tam podpisanej 8 stycznia, wojska białogwardyjskie połączyły się z kozakami w Siły Zbrojne Południa Rosji (SZPR). Na początku lutego liczyły one 71 000 bagnetów oraz 35 000 szabel i stały się drugą co do wielkości pod względem liczebnym formacją, stawiającą opór Armii Czerwonej.
W lutym naprzeciwko 106 000 żołnierzy Denikina i 40 000 czasowo współpracującego z nim Dyrektoriatu, stały wojska bolszewickie w sile: 20 000 żołnierzy Frontu Ukraińskiego, 80 000 Frontu Południowego, 100 000 Armii Czerwonej Północnego Kaukazu i 103 000 Armii Powstańczej Nestora Machno. Oprócz tego Front Południowy został wzmocniony Armiami: 8. (Tuchaczewskiego) i 13. (Kożewnikowa). Mając ponad dwukrotną przewagę w ludziach, Lenin i Trocki postanowili jak najszybciej zmiażdżyć Denikina, a następnie rzucić wojska z południa, przeciwko Kołczakowi. Bolszewikom chodziło też o jak najszybsze przejęcie kontroli nad olbrzymimi zasobami surowców naturalnych: węgla kamiennego i ropy naftowej, a także nad najurodzajniejszymi ziemiami.
Wdrażanie założeń komunizmu wojennego – rekwirowanie przez bolszewików na wsi, dla potrzeb armii i miast całego inwentarza, wszystkich płodów rolnych (łącznie z ziarnem siewnym), a także polityka terroru, legły u podstaw buntu ludności Ukrainy przeciwko władzom USRR. Część zbuntowanych chłopów skupiła się w kwietniu i maju 1919 r. wokół atamana Matwija Hryhorjewa, który rozpoczął antybolszewickie powstanie. Hryhorjew, który w marcu i kwietniu walczył z interwentami francuskimi i greckimi, uznając dowództwo Armii Czerwonej, zdobywając Chersoń, Mikołajów i Odessę, po zajęciu Odessy rozpuścił swoich podkomendnych, przyzwalając na dokonywanie przez nich grabieży i pogromów, a następnie nie wykonał rozkazu dalszego marszu w kierunku Besarabii. i ogłosił początek walki o „radziecką Ukrainę bez bolszewików”. Buntownicy zajęli m.in. Humań, Czerkasy, Jekaterynosław, Mikołajów i Chersoń. Zostali jednak do końca maja rozproszeni i pokonani przez oddziały Armii Czerwonej. Hryhorjew poszukiwał porozumienia z Machną, równocześnie rozważając możliwość przejścia na stronę białych. Gdy dowiedział się o tym Machno, nakazał go rozstrzelać. Jego podkomendni zostali wciągnięci w szeregi Armii Powstańczej.

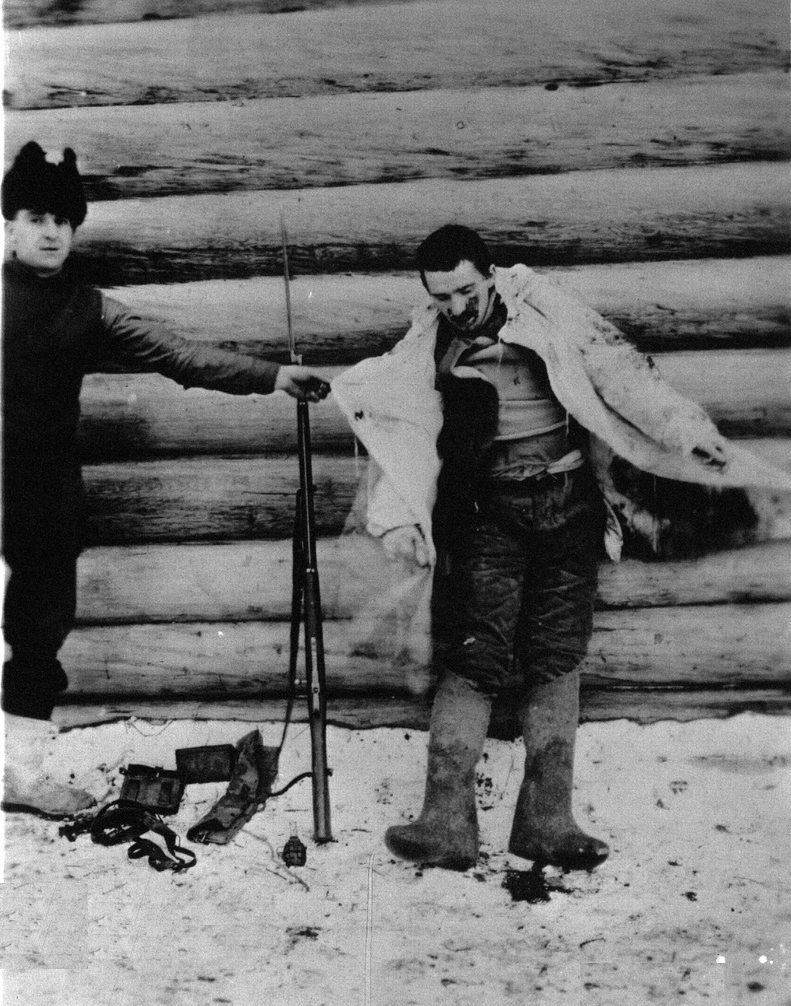
Zabity żołnierz Armii Czerwonej w Archangielsku

Bunt Hryhorjewa miał duże znaczenie dla przebiegu walk na południu Rosji. Do pacyfikacji powstania komuniści ściągnęli z kluczowego odcinka frontu 44 000 oddanych bezgranicznie rewolucji żołnierzy. Umożliwiło to białym przejście do od dawna planowanej ofensywy. Wcześniej dokonano reorganizacji wojsk antykomunistycznych i utworzono Armię Północnego Kaukazu generała Wrangla. Stacjonujące od grudnia 1918 r. do marca 1919 r. w Odessie wojska francuskie na potrzeby ofensywy przekazały najnowocześniejszy sprzęt. Również Brytyjczycy przysłali z Noworosyjska na front swój oddział pancerny. W maju i czerwcu 1919 r. biali rozstrzygnęli na swoją korzyść trwające od marca tego roku walki o Zagłębie Donieckie, a także zajęli Jekaterynosław, Krym i w końcu czerwca Charków. Kilka dni później w rękach białych znalazł się także strategiczny Carycyn. Autorami tego sukcesu byli generał Wrangel i brytyjski oddział pancerny, któremu udało się wywołać panikę w szeregach Armii Czerwonej i przerwać front. Z Kołczakiem nie udało się połączyć, gdyż jego wiosenna ofensywa została zatrzymana.
Pierwsza faza ofensywy białych zakończyła się mimo strat, całkowitym sukcesem. Linia frontu została wyrównana (tak, że Armia Czerwona nie mogła uderzać z flanki) i przesunęła się kilkaset kilometrów na północ. Stało się jasne, że bolszewicy nie są w stanie szybko rozbić Białej Armii. Teraz Denikin przeszedł do drugiej fazy ofensywy. Jego plan zakładał zdobycie Kijowa, wybrzeża czarnomorskiego oraz szybkie uderzenie w kierunku Moskwy.
Na razie jednak natarcie zostało odwołane. Denikin skupił się na odtwarzaniu władzy administracyjnej na nowo zdobytych terenach. Powołano nowych gubernatorów i naczelników państwowych w obwodach i miastach, z wyjątkiem obwodów kozackich (doński, terecki i kubański), którym nadano autonomię, a faktyczną władzę sprawowały starszyzny kozackie. Denikin w tym czasie sprawował praktycznie władzę absolutną. Jedyną namiastką rządu cywilnego była Konferencja Specjalna z generałem Aleksandrem Łukomskim na czele. Posiadała ona tylko głos doradczy, a akty prawne przez nią uchwalane, nabierały mocy dopiero po zatwierdzeniu ich przez Denikina. Bolszewicy, nie chcąc dopuścić do spodziewanej ofensywy, mogącej pozbawić ich władzy, postanowili ją uprzedzić, wykorzystując brak działań zaczepnych ze strony białych. Lenin i Trocki postanowili zreorganizować Front Południowy. Nowym Wodzem Naczelnym został Siergiej Kamieniew. W tym czasie admirał Kołczak przestał już być realnym zagrożeniem dla bolszewików, w związku z czym z Frontu Wschodniego przerzucono na południe liczne wojska. Na początku sierpnia Armia Czerwona przeszła do zdecydowanej ofensywy. 200 000 czerwonych atakowało w dwóch grupach uderzeniowych, w tym Grupie Samodzielnej (10 i 9 Armia), która miała za zadanie uderzyć nad Don i Kubań.
W lipcu 1919 r. wojska Judenicza, uzbrojone przez Brytyjczyków, wsparte przez armię estońską pod dowództwem Johana Laidonera, uderzyły na Piotrogród, zostały jednak odrzucone m.in. ze względu na brak pomocy militarnej ze strony Finlandii, która wcześniej zajęła swymi wojskami Karelię. W początku sierpnia biali znaleźli się u punktu wyjścia – w Estonii.
Mimo to czerwoni wczesną wiosną 1919 r. osiągnęli znaczne sukcesy, wypierając białych z Krymu, większej części Ukrainy i Kubania. W tym czasie trzon Armii Czerwonej skupiony był na walkach z nacierającą od wschodu armią syberyjską Kołczaka. Już w kwietniu 1919 r. wojska białych przedarły się na zachód od Wołgi, opanowując Kazań, a w nim tzw. złoty zapas Rosji, którym płacono aliantom za wszelkiego rodzaju pomoc, zwłaszcza militarną. W maju nastąpił kontratak sił rewolucyjnych, odbito Kazań, Samarę i Ufę. Lenin i jego sztab znów zwrócili główne siły przeciwko Denikinowi,. Wykorzystał to Kołczak, który mając parę tygodni względnego spokoju, przegrupował i powiększył swoje wojsko. W czerwcu uderzył na Moskwę raz jeszcze, z jeszcze większą siłą niż dwa miesiące wcześniej oraz odbił niedawno stracone Powołże. Mimo desperackiej obrony upadł Kazań, a Niżny Nowogród był bezpośrednio zagrożony. Mimo to, nadzwyczajnym wysiłkiem wojskom bolszewickim udało się odeprzeć armię syberyjską za Wołgę.

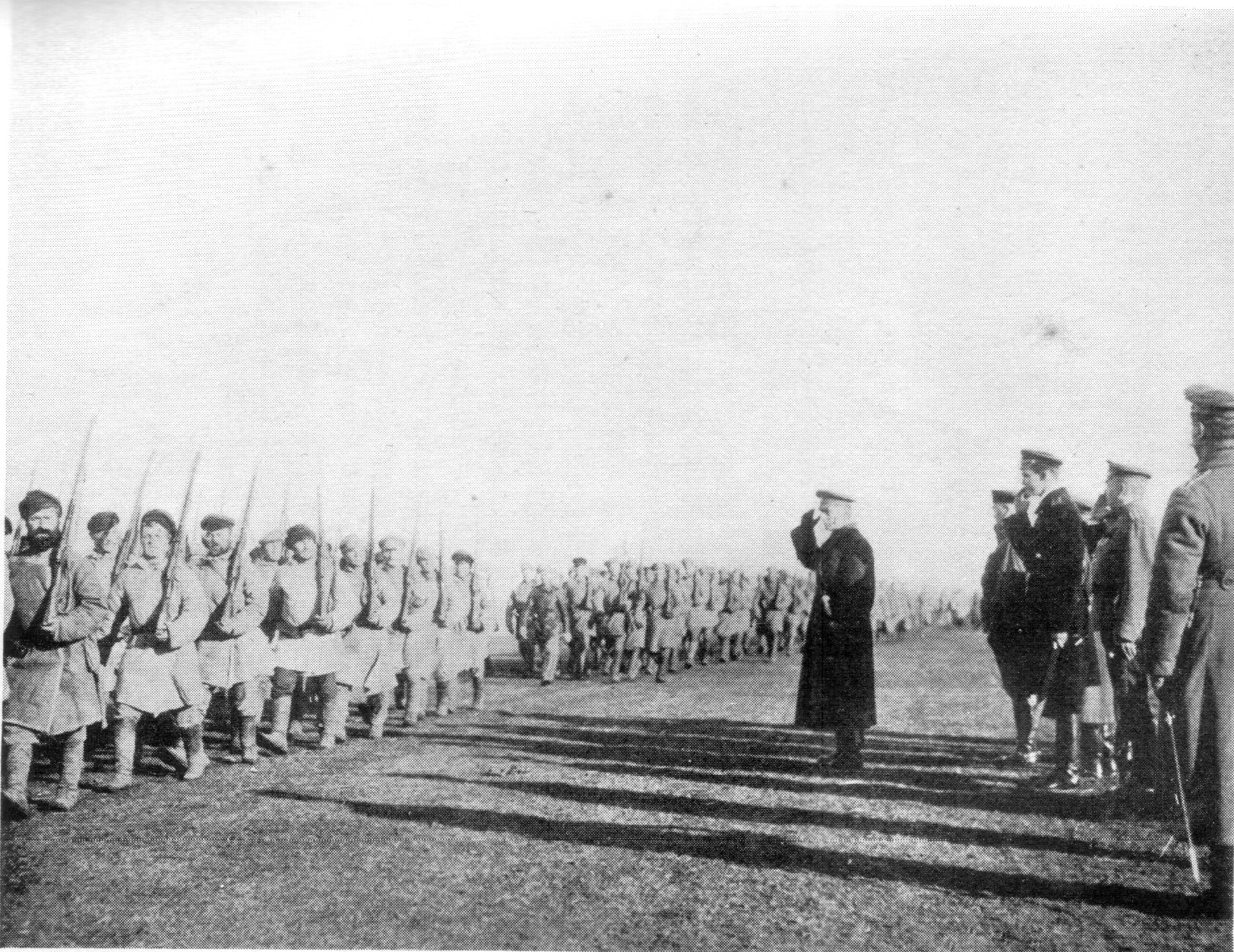
Admirał Kołczak podczas inspekcji swoich wojsk w czasie wojny domowej w Rosji (1919 r.)

Latem Denikin zreorganizował swoją armię, a w sierpniu-wrześniu powstrzymał kontrofensywę Armii Czerwonej, utrzymując się w Charkowie i Donbasie. W sierpniu 1919 r. biali zajęli także Kijów i Odessę. Na początku września Siły Zbrojne Południa Rosji przystąpiły do ogłoszonego w lipcu marszu na Moskwę. 20 września 1919 r. zajęły Kursk, 30 września – Woroneż i 14 października – Orzeł. W drugą rocznicę rewolucji sytuacja rządu komunistycznego była krytyczna i pogarszała się jeszcze przez ponad miesiąc. Do decydującej bitwy doszło pod Tułą. Miasto przechodziło kilkakrotnie z rąk do rąk, ale ostatecznie olbrzymia przewaga czerwonych doprowadziła do cofnięcia się białych spod Tuły. Następnie w końcu października biali zostali zmuszeni do wycofania się z Orła – w zorganizowany sposób wycofali się do Kurska. W tym samym czasie dowodzący 1 Armią Konną Siemion Budionny, wbrew poleceniom dowódcy frontu, uderzył na Woroneż, gdyż chciał w bezpośrednim starciu zmierzyć się ze słynną kawalerią białych. Odniósł efektowne zwycięstwo nad siłami Mamontowa i Szkury, wkraczając 24 października do miasta. Przez miesiąc trwały następnie walki o kluczowy węzeł kolejowy Kastornoje. Zdobycie go przez czerwonych oznaczało rozdzielenie sił Kozaków dońskich oraz Armii Ochotniczej. 15 listopada czerwoni zajęli Kursk. Były to bitwy o przełomowym znaczeniu dla całej wojny domowej, gdyż inicjatywa w walce z Denikinem przeszła definitywnie na stronę czerwonych. W grudniu 1919 r. czerwoni odbili Kijów, a w pierwszych dniach 1920 r. także Carycyn.

##### Wojna polsko-bolszewicka
Jedną z przyczyn zatrzymania Armii Ochotniczej pod Tułą było zawarte w październiku, w Mikaszewiczach faktyczne zawieszenie broni między Polską a Rosją Sowiecką, pomiędzy którymi regularne walki toczone były od marca 1919 r. Polskie władze sądziły w większości, że lepszą alternatywą dla kraju jest Rosja czerwona niż biała, która tolerowała Polskę jedynie do Sanu i Bugu; Finlandię, kraje nadbałtyckie i Ukrainę uważała natomiast za zbuntowane prowincje, które natychmiast po zakończeniu wojny wewnętrznej powinny wrócić do Rosji. Bolszewicy którzy, aby zwyciężyć w wojnie wewnętrznej byli pełni wyrzeczeń, od razu i bez zastrzeżeń zgodzili się na niepodległość Polski i natychmiast po zawieszeniu broni na froncie polskim przerzucili kilkadziesiąt tysięcy żołnierzy pod Moskwę.
W połowie września 1919 Józef Piłsudski wysłał do kwatery gen. Antona Denikina w Taganrogu misję, która potwierdziła negatywny stosunek białych do kwestii wschodnich granic Polski. Biali gotowi byli jedynie uznać niepodległość Polski w granicach Królestwa Kongresowego z 1815. To skłoniło Piłsudskiego do odmówienia białym wszelkiej pomocy wojskowej. Pragnął klęski Denikina, by mieć do czynienia jedynie ze słabą i osamotnioną na arenie międzynarodowej Rosją bolszewicką. Wojskom polskim przebywającym w głębi spornego terytorium wydano rozkaz niepodejmowania przeciwko Armii Czerwonej żadnych działań, które mogłyby przynieść korzyść Denikinowi. W odpowiedzi na zmianę polityki polskiej, bolszewicy zaoferowali bezwarunkowe uznanie niepodległości Polski i praktycznie każdy kształt jej granicy wschodniej odpowiadający Polakom. W lipcu 1919 rozpoczęto formalne negocjacje polsko-bolszewickie, kontynuowane do grudnia tego roku. W czasie ich trwania strona polska wysunęła postulat przywrócenia wschodniej granicy z 1772, a Julian Marchlewski zapewnił Polaków, że Rosja bolszewicka gotowa jest odstąpić im Litwę i Białoruś. 26 października 1919 wysłannik Piłsudskiego kapitan Ignacy Boerner przekonał Marchlewskiego, że Polakom zależy na pokonaniu białych przez bolszewików. Obiecał też, że Wojsko Polskie nie uderzy w okolicach Mozyrza na Armię Czerwoną, gdy ta przerzuci swoje jednostki dla zlikwidowania oporu białych generałów. Tak też się stało i Piłsudski mawiał potem, że ta celowa bezczynność wojsk polskich mogła przesądzić o wyniku wojny domowej w Rosji.
Mającym duży wpływ na dalszy tok wojny wydarzeniem było podjęte w końcu października, uderzenie armii Judenicza na Piotrogród od strony Estonii. W listopadzie doszło do parutygodniowego oblężenia miasta, z pewnością dawna stolica carów zostałaby zdobyta, gdyby nie fakt zatrzymania w ostatniej chwili planowanej ofensywy armii fińskiej z Karelii na miasto. Powodem podjęcia takiej decyzji przez głównodowodzącego wojskiem fińskim Gustawa Mannerheima, było nieuznanie przez Judenicza niepodległości Finlandii. Doprowadziło to do odrzucenia na początku grudnia spod miasta Białej Armii. W styczniu wojska białogwardyjskie musiały się cofnąć na terytorium Estonii. W związku z tym, że wynik walk był z góry przesądzony, rząd estoński, do tej pory wspierający białych, pod koniec miesiąca nawiązał tajne negocjacje z bolszewikami. Estonia zobowiązała się wydać nakaz Judeniczowi o jak najszybszym wycofaniu białych z terytoriów swojego państwa, w przeciwnym razie zostaną rozbrojeni. W takiej sytuacji kompletnie zaskoczony Judenicz wydał pochopną decyzję o podjęciu ofensywy na Piotrogród. Tuż po przekroczeniu estońsko-rosyjskiej granicy, w rejonie Jamburga Armia Północno-Zachodnia została rozgromiona i przestała istnieć.
Rok 1919 zakończył się szeregiem klęsk Białej Armii. Skompromitowany Kołczak przestał się liczyć już na jesieni; przyczynami tego, że jego Armia Syberyjska jeszcze istniała, były ofensywa Denikina i wzmożona aktywność Judenicza. Podobnie było z armią Millera na dalekiej północy; to, że bolszewicy jej jeszcze nie zniszczyli było głównie spowodowane warunkami klimatycznymi panującymi w tej części kraju i wielkim wysiłkiem Armii Czerwonej włożonym w zwycięstwo pod Tułą. Jedynie Siły Zbrojne Południa Rosji były jeszcze w stanie toczyć walki z Armią Czerwoną, chociaż od utraty Charkowa 11–12 grudnia 1919 r. również ich odwrót na Kaukaz przybrał bezładny charakter.
Wszystkie wojska interwencyjne, z wyjątkiem Japończyków na Dalekim Wschodzie, teraz w pośpiechu wycofywały się z Rosji, skoro ich rządy uznały zwycięstwo bolszewików za rzecz przesądzoną.

### 1920 rok

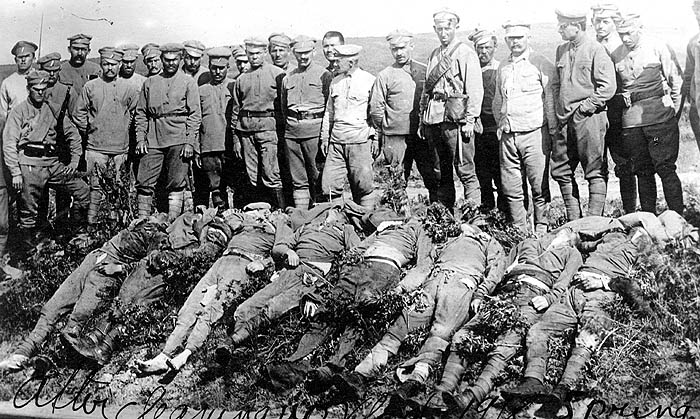
Zabici Czechosłowacy we Władywostoku

Po rozgromieniu Judenicza w styczniu 1920 r. oraz znacznym osłabieniu Kołczaka i Denikina, czerwone dowództwo rozpoczęło przygotowania do kampanii na dalekiej północy. Słabość Rządu Tymczasowego Obwodu Murmańskiego spowodowała, że już 4 lutego 6 Armia Czerwona, nie czekając na posiłki, rozpoczęła wielką ofensywę. W obliczu zagrożenia, spotęgowanego odejściem Brytyjczyków (którzy na dodatek zatopili w Dwinie cały sprzęt, którego nie mogli zabrać ze sobą), Rząd Tymczasowy zdecydował się przekazać Millerowi władzę dyktatorską. Pośpiesznie zorganizowano obronę miejscowości: Chołomorga, Jemieckoje, Tarasow i Sijskoje. Dziesięciodniowe krwawe walki zakończyły się całkowitą klęską białych. Biała Armia była w stanie całkowitego rozkładu. Dochodziło do samosądów i masowych dezercji. W Archangielsku wybuchły zamieszki, ludność poparł miejscowy garnizon i Miller z rządem oraz sztabem musieli uciec drogą morską do Murmańska. 22 lutego 1920 r. do Archangielska weszły pierwsze czerwone oddziały, dokonując rzezi mieszkańców. Dzień później wybuchły zamieszki w Murmańsku, wojska na froncie niemal w całości zdezerterowały na wieść o niepokojach na tyłach. 13 marca Armia Czerwona weszła do miasta dokonując, podobnie jak w Archangielsku, rzezi tych, którzy zdecydowali się pozostać. Taki był finał wojny na północy.
Na froncie wschodnim kolejny rok wojny rozpoczęła wielka ofensywa Armii Czerwonej pod dowództwem Tuchaczewskiego i Frunzego, który, aby zniszczyć białą armię, ściągnął z Kazachstanu nad Wołgę Czerwoną Armię Turkiestańską. Po raz kolejny front przeszedł przez spustoszone Powołże. W decydujących, lutowych walkach o Ufę, korpus oficerski generała Kappela, najbardziej wartościowa jednostka spośród wszystkich kontrrewolucyjnych formacji, stracił połowę żołnierzy. Jednocześnie Armia Czerwona rozgromiła Kozaków Uralskich, zdobywając 29 stycznia 1920 ich ostatni punkt oporu – Uralsk.
Działania ofensywne bolszewikom znacznie ułatwiała czerwona partyzantka na tyłach białych wojsk. W styczniu na samym tylko Uralu działało ok. 180 000 dobrze uzbrojonych i zorganizowanych, znających teren partyzantów, których liczba rosła z każdym dniem. Wiązali oni co najmniej 250 000 kołczakowskich żołnierzy. Cały Ural i zachodnia Syberia były ogarnięte antykołczakowskim powstaniem. Sytuacja białych na froncie stale się pogarszała. Doborowa jazda baszkirska uznana została za element niepewny i chciano ją rozbroić, wobec czego przeszła ona na stronę czerwonych. Poskutkowało to powstaniem 150 km nieobsadzonej dziury w linii frontu, w którą wdarli się Baszkirzy i 25 Dywizja Piechoty Czapajewa. Biali, ciągle atakowani przez przeważające siły wroga, nie mieli ani chwili wytchnienia i aby uniknąć zgubnego okrążenia, musieli się ciągle cofać. Rząd i Naczelne Dowództwo musiały uciekać z miejsca na miejsce. Straż przyboczna Kołczaka nie mogła mu już w takich warunkach zagwarantować bezpieczeństwa.
Admirał po zrzeczeniu się władzy na wschodzie na rzecz Grigorija Siemionowa, oddał się pod opiekę Korpusu Czechosłowackiego, by ewakuować się do Władywostoku. Jednakże 17 lutego bolszewicy zatrzymali pociąg, a Czesi wydali admirała w zamian za zgodę na swobodny przejazd do Władywostoku. Kołczak został rozstrzelany przez bolszewików 20 lutego 1920 r. Na trasie kolei transsyberyjskiej bolszewicy otoczyli ewakuującą się w transportach polską Dywizję Syberyjską. Dywizja skapitulowała pod stacją Klukwiennaja. Zaledwie kilkuset żołnierzom z dowódcą Walerianem Czumą udało się w małych grupach przebić na wschód – do Harbinu.
W marcu z Błagowieszczeńska uciekł do Chin, władający do tej pory Przyamurzem Kałmykow. Wraz z nim Rosję opuściło kilka tysięcy kozaków amurskich i ussuryjskich oraz pociąg pancerny z 1000 pudów carskiego złota. Sam ataman grasował z oddziałem po Mandżurii, szerząc terror. W końcu czerwca został jednak rozbity i schwytany przez chińskie oddziały rządowe. Za zbrodnie na ludności cywilnej i zniszczenie wojskowych kanonierek kursujących po Amurze został skazany na śmierć przez rozstrzelanie, a wyrok wykonano.
W miesiącu ucieczki atamana za granicę, Armia Czerwona sforsowała rzeki: Toboł i Ob, a w kwietniu Irtysz, zajmując jednocześnie syberyjskie miasta: Jekaterynburg, Tobolsk, Omsk, Nowosybirsk, Barnauł. W Irkucku, rządzonym jeszcze przez byłych kołczakowskich oficerów i żołnierzy, wybuchło powstanie i miasto szybko przejęli rebelianci. Teraz, w końcu kwietnia 1920 r. los Syberii był przesądzony. Północna Grupa Białych Wojsk już dawno się poddała i czerwoni zajęli Tajmyr. Środkowa Grupa Wojsk w krwawych walkach pod Akitubuńskiem została rozbita i częściowo okrążona. Jej resztki zbiegły na południowy wschód i dołączyły do jedynej jeszcze nierozbitej poważniejszej białej formacji w zachodniej Syberii – Południowej Grupy Białych wojsk generałów Bakicza i Kappela.
Frunzemu i Tuchaczewskiemu zależało teraz na tym, aby jak najmniej białych dostało się na kontrolowane przez Japończyków i projapońskich atamanów Zabajkale. W tym celu 5 Czerwona Armia Syberyjska została poważnie wzmocniona jednostkami Baszkirów. Rozgromienie białych miało nastąpić w toku planowanych trzech wielkich operacji: krasnojarskiej, nowokuźnieckiej i abakańskiej. Podczas pierwszej z nich biali zostali okrążeni, jednak zdołali się wyrwać w tzw. Wielkim Syberyjskim Marszu Lodowym dzięki umiejętnościom strategicznym Kappela. On sam przypłacił to jednak zapaleniem płuc i śmiercią w styczniu 1920, przekazując dowództwo generałowi Wojciechowskiemu. W czasie operacji nowokuźnieckiej wojska Bakicza zostały okrążone i skapitulowały z powodu braku amunicji i szans na zwycięstwo 19 maja 1920. Sam Bakicz z kilkusetosobowym oddziałem zdołał uciec do Kirgistanu, gdzie zaczął formować nową kontrrewolucyjną armię złożoną z Kirgizów. Oddziały kappelowców przebiły się na wschód i w połowie maja przeszły na Zabajkale, wobec czego operacja abakańska została odwołana.
Do początku lipca 1920 r. Armia Czerwona, nie napotykając żadnego oporu, dotarła nad Pacyfik. Nie uderzyła jednak na chronione przez Japończyków: Zabajkale, Przymorze, Przyamurze, Jakucję, Kamczatkę i Czukocję. W połowie sierpnia 1920 r. w związku z Bitwą Warszawską większość Armii Czerwonej została przerzucona z Syberii pod Warszawę. W tych ciężkich dla Rosji Sowieckiej chwilach Lenin chciał koniecznie uniknąć otwartego konfliktu z silną Japonią, toteż surowo zabronił Armii Czerwonej wkraczania na tereny zajęte przez dwustutysięczny świetnie uzbrojony i wyszkolony japoński kontyngent wojskowy, który w razie potrzeby mógł liczyć na milionowe posiłki z ojczyzny. Na razie czerwoni ograniczyli się na wschodzie do spacyfikowania zbuntowanego Kazachstanu, wspierania mongolskich komunistów oraz do utworzenia Republiki Dalekiego Wschodu (RDW), marionetkowej republiki pod ścisłą i nieoficjalną kontrolą Moskwy, posiadającej własną siłę zbrojną – Armię Ludowo-Rewolucyjną (ALR) pod dowództwem Bluchera i Uborewicza. Armia miała prowadzić działania wojenne przeciwko japońskiemu kontyngentowi i projapońskim atamanom. Tereny republiki pokrywały się w większości z terenami zajętymi przez Japończyków, którzy jednak ze względu na niemożliwość utrwalenia swoich wpływów w regionie z początkiem września zaczęli wycofywać się z Zabajkala (ewakuację zakończono na początku października). Zdecydowano jednak o pozostawieniu wojsk na Przymorzu, Przyamurzu i Sachalinie.
Wobec takiego rozwoju wydarzeń, Armia Czerwona i ALR otrzymały rozkaz natychmiastowego zajęcia Zabajkala i zniszczenia armii Grigorija Siemionowa. Mimo tego, że w tym czasie wojsko atamana liczyło około 50 000 dobrze uzbrojonych żołnierzy, to dużą jego część stanowili słabo wyszkoleni Mandżurowie, Buriaci i Chińczycy a tak naprawdę tylko połowa żołnierzy była lojalna wobec dowódcy. 4 października Armia Czerwona i ALR dowodzone przez Bluchera rozpoczęły ofensywę. 23 października po krwawych trzydniowych walkach została zdobyta Czyta, z której utworzono stolicę RDW. 24 listopada w decydującej bitwie pod stacją Maciejewskaja siemionowcy ponieśli druzgocącą klęskę. Dzień później ataman wydał rozkaz odwrotu na całej linii frontu, z zamiarem wycofania się na Przymorze. Jednak 19 grudnia biali zostali okrążeni, a załamany Siemionow porzucił walczących żołnierzy i odleciał samolotem do Władywostoku. Zrozpaczeni, wygłodniali żołnierze bez amunicji i szans na zwycięstwo poddali się w Nowy Rok bolszewikom. Trzeba zaznaczyć, że walki prowadzone były w warunkach ciężkiej syberyjskiej zimy. Ci żołnierze, którzy zdołali wyjść z pogromu, przedostali się w większości na Przymorze, do Mandżurii, bądź też do Mongolii, gdzie dołączyli do armii Romana von Ungern-Sternberga, który 29 września przekroczył Ałtaj.
W pierwszych miesiącach 1920 r. Armia Czerwona odniosła szereg zwycięstw nad Siłami Zbrojnymi Południa Rosji, stopniowo odbijając z ich rąk Kubań, Północny Kaukaz i region stawropolski. Na początku stycznia 1920 roku biali stracili Rostów nad Donem i Nowoczerkask. Kolejne działania ofensywne Frontu Kaukaskiego Armii Czerwonej zmusiły białych do wycofania się do Noworosyjska i ewakuacji na kontrolowany jeszcze przez nich Krym.

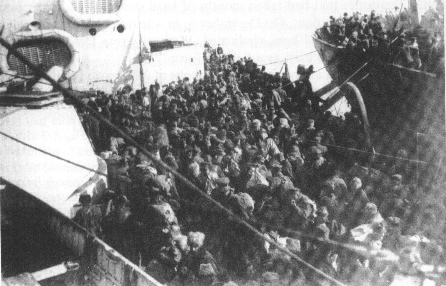
Ewakuacja białych i ludności cywilnej z Noworosyjska

Po tych wydarzeniach, 4 kwietnia 1920 spotykający się z powszechną niechęcią Denikin podał się do dymisji i udał się na emigrację, a jego miejsce zajął charyzmatyczny Piotr Wrangel. Zastał on SZPR w bardzo trudnej sytuacji: Korpus Ochotniczy był rozcięty na dwie części: oskrzydloną kaukasko-kubańską i ukraińską walczącą nie tylko z bolszewikami, ale i z anarchistyczną Armią Powstańczą Nestora Machno. Wielka Brytania i Stany Zjednoczone nie chciały już wspierać dostawami broni nowego przywódcy SZPR, nie mówiąc o ponownym wysyłaniu do Rosji wojsk. Jedynym sojusznikiem nowo utworzonego Rządu Południowej Rosji, ze stolicą w Sewastopolu, pozostała Francja, która nadal wysyłała białym dostawy materiału wojennego. Z powodu powszechnej niechęci żołnierzy i opinii publicznej do interwencji, do Rosji nie wysłano jednak 12 doborowych dywizji, które według planów naczelnego dowództwa miały walczyć na pierwszej linii.
Latem i wczesną jesienią tego roku wojna polsko-bolszewicka osiągnęła apogeum. Związanie dużych sił bolszewickich w Polsce postanowił wykorzystać Wrangel. W połowie sierpnia zreorganizowani biali z pomocą chłopów, którym Wrangel obiecał ziemię, wydostali się z Krymu. Na Kubaniu wylądowały ochotnicze oddziały desantowe pod dowództwem generała Aleksandra Kutiepowa, posłane z Krymu przez Morze Azowskie. SZPR próbowało też bezskutecznie zawiązać sojusz z wojskami Machno.
19 października 1920 Rosja Radziecka podpisała z Polską zawieszenie broni. Umożliwiło to przerzucenie najlepszych dywizji Armii Czerwonej na południe. Jeszcze w październiku rozpoczęła się wielka ofensywa Armii Czerwonej w kierunku Krymu (operacja perekopsko-czongarska). W pierwszych dniach listopada Wrangel znów operował tylko na Krymie, białym udało się odeprzeć główny atak czerwonych pod Perekopem, ale część sił bolszewickich ominęła fortyfikacje i przeszła przez skute lodem Morze Zgniłe na półwysep. Dalsza obrona nie miała już sensu. 15 listopada Wragnel rozkazem specjalnym rozwiązał SZPR i wydał armii rozkaz wycofania się do portów. Wraz z wojskiem Krym opuściło około 150 000 osób cywilnych. Biali ewakuowali się drogą morską do Konstantynopola.

### Epilog w latach 1921–1924
Niedługo po rozbiciu SZPR Michaił Frunze wydał Armii Powstańczej Nestora Machno (do tej pory walczącej ramię w ramię z czerwonymi przeciwko Wranglowi) rozkaz wcielenia wszystkich jego wojsk w szeregi Armii Czerwonej, lecz Machno odmówił. W styczniu 1921 r. doszło do regularnych walk pomiędzy machnowcami a bolszewikami. Anarchiści poparci przez ukraińskich chłopów, odbili Hulajpole. Powstanie miało charakter antyrosyjski. Mimo początkowych sukcesów, wynik kampanii był przesądzony, ponieważ bolszewicy skierowali w ten rejon kilkaset tysięcy doborowych żołnierzy i czekistów. Na przestrzeni lata 1921 r. Armia Powstańcza została rozbita w serii bitew i musiała się cofać przez Mołdawię. 27 sierpnia Machno z niewielkim oddziałem przekroczył granicę rumuńską. Resztki jego armii, które pozostały w Rosji, przeszły do partyzantki i przetrwały do końca roku. Sytuacja na Ukrainie po siedmiu latach rewolucji, przemarszów wojsk i zmian władzy, ustabilizowała się.
W styczniu 1921 r. Armia Czerwona pod dowództwem Frunzego uderzyła na Kaukaz, gdzie w roku 1918 ogłosiły niepodległość trzy państwa: Azerbejdżan, Gruzja i Armenia. Bolszewicy wcześniej umiejętnie podburzali jedno z państw na drugie i przy ich pomocy niszczyli je. Tak padł w styczniu Azerbejdżan, atakowany jednocześnie przez czerwonych, Ormian, Turków i Gruzinów. Dzielnie broniące się Baku zostało zajęte 1 lutego przez bolszewików. Tego dnia liniowe oddziały Armii Czerwonej uderzyły na wojska ormiańskie. Naród ten, który wiele wycierpiał w czasie I wojny światowej, nie chciał kolejnej rzezi, efektem tego było antypaństwowe powstanie. W dodatku na Armenię ruszyli od północy Gruzini. 13 lutego Armia Czerwona wkroczyła do niebronionego Erywania. Był to koniec Wielkiej Armenii.
8 lutego 1921 bolszewicy uderzyli z trzech stron na Gruzję, najsilniejsze z państw kaukaskich. Komuniści zdawali sobie z tego sprawę i wysłali na Kaukaz posiłki wyposażone w liczne czołgi. Z powodu miażdżącej przewagi Rosjan pod każdym względem, trzon armii gruzińskiej został zniszczony w bitwie pod Niżnym Kazałakiem. 21 lutego rozpoczęła się obrona Tbilisi (Tyflisu). Po złamaniu oporu jednostek Gwardii Ludowej Gruzji naczelne dowództwo opuściło stolicę. Gruzini bronili się jeszcze do początku marca w Abchazji i w Górach Suramskich.
1 marca 1921 r. wybuchło powstanie marynarzy w Kronsztadzie. Jego bezpośrednią przyczyną było zredukowanie przydziału chleba dla piotrogrodzkich robotników. Na okrętach wybuchł bunt. Sytuacja przypominała rok 1917. Lenin wydał rozkaz natychmiastowej pacyfikacji twierdzy. Pierwszy atak nastąpił 6 marca. Marynarzom udało się go odeprzeć. Następny szturm, tym razem skuteczny miał miejsce 17 marca i trwał do 19 marca. Tego dnia rewolta dobiegła końca, oddziały pacyfikacyjne zajęły wyspę i dokonały rzezi tych, którzy nie zdołali przedostać się po lodzie do pobliskiej Finlandii.
W 1921 roku miały miejsce liczne i większe niż kiedykolwiek wcześniej antybolszewickie powstania chłopskie. Przyczyną takiego stanu rzeczy było zaostrzenie terroru oddziałów GPU wobec mieszkańców wsi, w momencie, kiedy wojna wewnętrzna była już wygrana, natomiast polityka rekwizycji żywności prowadzona przez bolszewików doprowadziła do masowej klęski głodu na Powołżu. W lutym powstał Syberyjski Związek Chłopów Pracujących, który stawiał opór Armii Czerwonej do sierpnia 1921 r. W marcu tego roku przeciw bolszewikom wystąpiła Pierwsza Armia Prawdy Sapożkowa, zniszczona po kilku miesiącach zaciętych walk. Do największego powstania chłopów doszło w guberni tambowskiej. Na jego czele stanął Aleksandr Antonow. W kwietniu jego wojska liczyły już 70 000 ludzi i ciągle rosły na sile. W tym czasie powstanie zaczęło przenosić się na inne obwody w okolicach Moskwy. W tej sytuacji Lenin oddał do dyspozycji Tuchaczewskiego setki tysięcy żołnierzy, armaty, samoloty, samochody pancerne i czołgi. Mimo tego, powstania nie udało się spacyfikować. W związku z tym Armia Czerwona otrzymała nadzwyczajne uprawnienia: miała brać zakładników, każdego schwytanego z bronią w ręku chłopa rozstrzeliwano na miejscu, stosowano lotnictwo i gazy trujące. Takie postępowanie doprowadziło w końcu do rozbicia Armii Chłopskiej. Dokładna liczba ofiar powstania tambowskiego dziś nie jest znana, ale z pewnością przekroczyła 100 000 ludzi.
Po spacyfikowaniu zbuntowanego Kazachstanu i zajęciu przez Armię Czerwoną olbrzymich stepowych przestrzeni jesienią 1920 r. Sowieci zajęli na początku roku 1921 Uzbekistan. W Kirgistanie armia Bakicza stawiała czerwonym opór do końca grudnia 1921 r. Na początku 1922 r. do zajętego parę miesięcy wcześniej przez czerwonych Turkmenistanu wkroczył Enwer Pasza, został poparty przez większość władców muzułmańskich w regionie i walczył z komunistami do sierpnia 1922, kiedy to zginął w bitwie nad rzeką Amu-darią. Armia Emiratu Bucharskiego toczyła ciężkie boje do listopada 1922 r., kiedy to emir Alim Chan uciekł do Tadżykistanu, w którym walczyły oddziały basmaczy, tadżyckiej partyzantki antysowieckiej. Walczyły one do końca lat 30. i były okrutnie pacyfikowane przez oddziały sowieckie pod komendą Budionnego.
W roku 1921 na terenie całej Mongolii toczyły się ze zmiennym szczęściem niezwykle krwawe walki. Po tym, jak w październiku 1920 r. generał Roman von Ungern-Sternberg wkroczył do Mongolii, bolszewicy znaleźli wreszcie pretekst do interwencji, a w konsekwencji do podporządkowania sobie tego dużego i niepodległego państwa, jakim była Mongolia. W tym czasie kraj ten toczył nierówną wojnę z Chinami, które okupowały większą część państwa w tym stolicę – Urgę, gdzie więziono głowę państwa Bogdo Genga.
3 lutego Ungern z niewielkim oddziałem Kozaków i Tatarów atamana Anienkinowa wdarł się do miasta i uwolnił z więzienia Bogdo Genga, który w zamian udzielił mu poparcia. Ungern był zwolennikiem Wielkiej Mongolii obejmującej Chiny, Turkiestan, Syberię, Tybet i obie Mongolie – Zewnętrzną i Wewnętrzną (właściwą). Na tym tle doszło do konfliktu barona z Siemionowem, również pretendującym do tytułu Wielkiego Chana. Skutkiem tego było nieudzielenie przez atamana pomocy Ungernowi.
3 marca 1921 r. w przygranicznym Troickowsku mongolscy komuniści powołali do życia niewielką Mongolską Armię Ludową, na której czele stanęli Suche Bator i Czojbałson. Jej celem było ustanowienie w Mongolii rządów komunistycznych na wzór Sowieckiej Rosji. Szybko została rozbita przez białych oraz oddziały rządowe i musiała ewakuować się do Rosji. Bolszewicy, aby usprawiedliwić swoją agresję na Mongolię, mieli teraz pretekst do obalenia prawowitego rządu tego kraju. Pośpiesznie zarządzono przygotowania do inwazji. W związku z tym, Ungern i dowodzący armią mongolską generał Sundajgun zdecydowali się wykonać uderzenie wyprzedzające. Plan Ungerna zakładał uderzenie wszystkimi siłami przez Ałtaj na Syberię, opanowanie części Magistrali Transsyberyjskiej i związanie walką jak największych sił bolszewickich. W tym czasie Siemionow miał uderzyć od wschodu. Tak się jednak nie stało, ponieważ nie chciał on pozostawiać Przymorza na łaskę licznych konkurentów, a poza tym nie dysponował już od paru miesięcy realną siłą i nie miał zamiaru wspierać swojego konkurenta w walce o tron Wielkiej Mongolii.
31 maja Armia Mongolska i wojska Ungerna rozpoczęły ofensywę. Na przestrzeni czerwca i pierwszej połowy lipca w tym rejonie osiągnęli duże sukcesy, dochodząc do południowych krańców Bajkału. Taka sytuacja zmusiła bolszewików do natychmiastowego działania, do akcji wszedł ponad milion czerwonoarmistów nasyconych nowoczesnym sprzętem wojskowym. 2 sierpnia Ungern wydał rozkaz odwrotu na całej linii frontu, wobec powstrzymania jego armii w bitwach nad Jeziorem Łabędzim (Gęsim) i Kiachtą. Cofające się białe oddziały znaczyły odwrót trupami, dokonując licznych pogromów Żydów i komunistów. 3 września ungernowcy ponieśli całkowitą klęskę w bitwie pod Nauszkami. Teraz stało się jasne, że biali poniosą całkowitą klęskę.
W związku z tym Mongołowie, nie chcąc za wszelką cenę dopuścić do zalania ich kraju przez bolszewików, podstępnie wydali Ungerna komunistom, którzy rozstrzelali go po procesie w Irkucku 19 września 1921 r. Nie uchroniło to jednak Mongołów przed zajęciem całego państwa przez Sowietów i ustanowienia tam rządów komunistycznych. Do połowy roku 1922 mongolskim komunistom udało się przy pomocy Moskwy zniszczyć działające w zachodniej części kraju (Kobodo) białe oddziały: Karagandiego, Bakicza i Kaznocewa. Krwawa batalia o panowanie nad Mongolią została zakończona.
Wiosną 1921 r. na białym Przymorzu władzę na skutek przewrotu przejął rząd braci Mierkułowów. Od jesieni pod jego kontrolą znalazła się również Kamczatka, gdzie wysłano wojska esauła Boczkariewa. Ostoją nowych władz stały się nieliczne oddziały byłych kappelowców generała Wojciechowskiego. Siłą zbrojną rządu była Armia Białopowstańcza. Z Mierkułowami rywalizował wówczas Siemionow, który utracił już swoją dawną pozycję samodzielnego władcy Zabajkala. W końcu nieposiadający już armii, niechciany i usuwany z kolejnych stanowisk ataman udał się na emigrację.
Z końcem lata 1922 r. Japończycy nie byli zainteresowani dalszym utrzymywaniem Przymorza i wycofali się do swego kraju. Stało się jasne, że bolszewicy zaatakują ostatni bastion białych. Wobec bezpośredniego zagrożenia Przymorza, spowodowanego zajęciem przez Armię Czerwoną Przyamurza, Mierkułowowie zdecydowali się pod koniec lipca 1922 r. na przekazanie dowództwa nad armią, bezwzględnemu generałowi Dieterichsowi, który po zreorganizowaniu Armii Białopowstańczej i zmianie jej nazwy na Hufiec Ziemski, zamierzał zaatakować wojska Republiki Dalekiego Wschodu i jednocześnie zniszczyć całkowicie czerwonych partyzantów.
Dieterichs chciał za wszelką cenę utrzymać południowe Przymorze oraz wybrzeże kamczacko-ochockie, gdzie walczyli generałowie Anatolij Piepielajew, Nikołaj Tołbuchin i Boczkariew. Atak Hufca Ziemskiego na Chabarowsk rozpoczął się 2 września 1922 r. Biali w przeciągu zaledwie tygodnia zdobyli miejscowości Szmakowo i Uspienki. Jednakże w wyniku licznych walk spotkaniowych i aktywnych działań partyzanckich, zostali w połowie miesiąca zatrzymani. W tym czasie Japończycy ewakuowali już swoje wojska do Władywostoku, także biali nie mogli już liczyć na ich pomoc czy ochronę.
W tym czasie Dieterichs snuł nierealne plany obalenia bolszewików. Ogłosił krucjatę przeciwko Rosji Sowieckiej. Jeszcze 19 września wysłał on z Władywostoku do Ochocka parowiec „Tomsk” z posiłkami dla walczących w Jakucji generała Piepielajewa i wyjętego spod prawa Boczkariowa, w postaci doborowej jednostki białogwardyjskiej i to w czasie, kiedy widmo zagłady wisiało już nad białym Przymorzem. 28 września Dieterichs wydał rozkazy mobilizacyjne dla oficerów, kozaków i rezerwistów, polecając stawić im się w wyznaczonych jednostkach na froncie. Ogłoszono, że większe miasta regionu mają zebrać na potrzeby wojska do 1 stycznia 1923 kwoty pieniężne. Zamknięto również szkoły wyższe, wszystkie lokale rozrywkowe oraz zabroniono sprzedaży alkoholu. Mobilizacja postępowała jednak bardzo powoli i bez entuzjazmu, a nałożone kontrybucje spowodowały protesty mieszczan.
5 października 1922 r. potężne natarcie grupy uderzeniowej ALR pod Szmakowem rozpoczęło operację zniszczenia białych na Przymorzu. Czerwone wojska wsparte przez partyzantów, wiążących znaczne siły białych, nacierały szybkim tempem coraz dalej na południe w stronę kazamat mocno obwarowanego Spasska. Dowództwo nad fortem objął generał Mołczanow. Od 8 do 10 października o Spassk i okolice toczyły się zacięte walki, zakończone wycofaniem się białych z obawy przed całkowitym okrążeniem. 11 października wybuchły pięciodniowe walki o Monastyriszcze i Woznieskoje, biali znowu musieli się cofnąć. Do decydujących walk doszło w dniach 15–19 października pod Władimirówką, następnego dnia rozpaczliwym kontratakiem biali próbowali jeszcze zmienić losy przegranej już kampanii. Cztery dni trwały wyrównane walki o miejscowość Wołoczajewkę, która przechodziła kilkakrotnie z rąk do rąk, ostatecznie została jednak zdobyta przez czerwonych. Oddziały Hufca Ziemskiego zostały zdziesiątkowane.
Nocą z 23 na 24 października Dieterichs, nie chcąc tracić resztek żołnierzy przy obronie Władywostoku, zarządził wycofanie się do Chin. Do 27 października niemal wszystkie białe oddziały zrealizowały swoje ostatnie zadanie. 25 października 1922 r. pierwsze oddziały ALR, nie napotykając żadnego oporu, triumfalnie weszły do Władywostoku.
W Jakucji wojna domowa trwała jeszcze prawie przez rok. 17 czerwca 1923 r. poddał się desantowi Armii Czerwonej generał Anatolij Piepielajew ze swoimi żołnierzami. Do września 1923 r. opór stawiał Boczkarow ze swoim zgrupowaniem Kozaków. Na południu Półwyspu Czukockiego z bolszewikami ścierał się jeszcze do czerwca 1924 r., w regularnych walkach generał Nikołaj Tołbuchin. Jednak po jego śmierci 4 lipca 1924 r. zwycięstwo bolszewików na Dalekim Wschodzie było już ostateczne.